# 칭기즈 칸
(중세 몽골어: ᠴᠢᠩᠭᠢᠰ
ᠬᠠᠭᠠᠨ Činggis Qan, 몽골어: Чингис хаан, 한국 한자: 成吉思汗 성길사한, 문화어: 칭기스 한, 영어: Genghis Khan, 1162년 11월 12일 ~ 1227년 8월 25일)은 몽골 제국의 건국자이자 초대 카안이다. 중국식 별칭은 칭기스 황제, 묘호는 태조(太祖), 시호는 법천계운성무황제(法天啓運聖武皇帝)이다. 본명은 보르지긴 테무친(몽골어: ᠪᠣᠷᠵᠢᠭᠢᠨ
ᠲᠡᠮᠦᠵᠢᠨ, 한국 한자: 孛兒只斤鐵木眞 패아지근철목진)으로, 몽골의 여러 부족을 통합한 군사·정치 지도자로서 몽골 초원의 부족들을 정복하고 몽골 제국을 성립시켜 몽골과 중국 지역을 비롯해 한반도에서 중앙아시아와 동유럽에 이르는 넓은 영토를 정복한 것으로 잘 알려져 있다. 청나라 때는 특목진(特穆津)으로 지칭되다가 청나라 멸망 후 테무진으로 복구되었다.
1189년 카마그 몽골의 칸으로 즉위했고, 1206년 전 몽골 제국의 칸으로 즉위했다. 존호인 칭기즈는 1206년 전 몽골의 칸으로 즉위하면서 몽골 제부족장들이 올린 존호이다. 중화민국 건국 이전의 중국에서는 그를 성길사 황제라 칭했다. 
몽골의 여러 유목민 부족을 통합하고, 능력주의에 기반한 강한 군대를 이끌어 역사상 가장 위대한 정복자이자 성공적인 군사 지도자 및 인류 최대의 정복군주로 평가된다. 반면에 침략당했던 동유럽권과 서아시아에서는 학살자이자 약탈자, 문명의 파괴자라는 상반된 평가도 같이 존재한다. 그는 튀르크 제부족, 중국 일부, 화레즘 제국, 이란, 동부 유럽을 공략했으며 서하 공략 중 사망했다. 그가 사망한 뒤, 제국은 백수십 년을 거쳐 해체되었으나, 그 영향은 유럽, 중앙아시아에서 계속 이어졌다. 몽골에서는 신 또는 국가 창건 영웅으로 칭송된다. 중국사에는 원(元) 태조(太祖)로 기록된다. 오늘날 그의 이름은 칭기즈 칸 국제공항으로 남아 있다.

## 생애

### 초기의 투쟁 과정

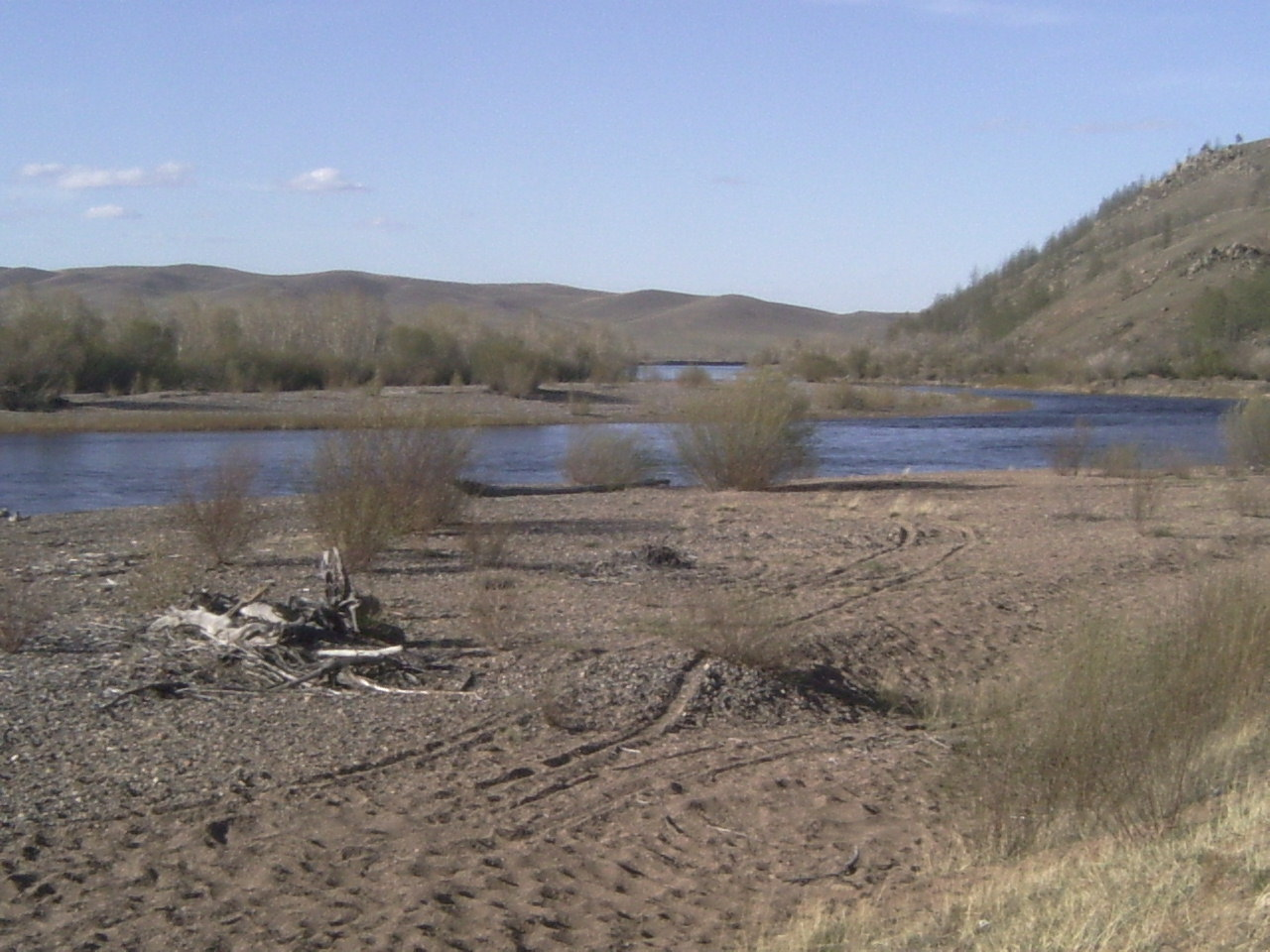
오논강, 테무진이 태어난 곳이다.

#### 탄생
훗날 칭기즈 칸으로 불리는 테무친은 1160년경 오논강 인근 델리운 볼락(Дэлүүн Болдог)이라 불리는 지역에서 키야트(걸안, 乞顏) 부족인 아버지 예수게이와 어머니 호엘룬 사이에서 태어났다. 《몽골비사》에 의하면 태어날 때 새끼손톱만 한 작은 덩어리를 쥐고 태어났다 한다.
그가 태어날 때 예수게이는 소치겔이라는 여성에게서 이복 형 벡테르와 벨구테이가 있었고, 메르키트족에게 시집가는 호엘룬을 약탈하여 결혼, 테무친이 태어났다. 친동생으로 주치 카사르, 일찍 요절한 카치운, 동방에 영지를 받은 테무게 옷치킨 등이 태어났다. 이름 테무진은 아버지 예수게이가 죽인 타타르족 장수의 이름에서 따서 붙였다 한다.
칭기즈칸의 출생년도는 1162년에 태어났다고 알려져 있으나 역사서마다 달라서 1155년, 1163년, 1167년에 태어났다는 설도 있다. 현재 몽골에서 기념하는 칭기즈 칸의 탄신일은 1162년 11월 14일이다. 칭기즈 칸이 태어날 당시 아버지 예수게이가 테무진 우게가 이끄는 타타르족과의 전투를 승리했는데. 예수게이는 이 테무진 우게의 이름을 따서 태어난 아이에게 테무친이라는 이름을 붙여준다. 전설에 따르면 그가 태어날 때 손에 고대 동방 사람들에게 생명을 상징하는 피 한 움큼을 쥐고 있는 등 여러 가지 상서로운 징표들이 나타났다. 예수게이는 이를 길한 징조로 생각하여 패배한 타타르 군주, 테무진  우게의 이름을 따서 자식에게 테무진이라는 이름을 지어주었다. 칭기즈 칸의 이름에 대한 또 다른 해석으로는 ‘테무진’이 ‘대장장이’라는 뜻임을 근거로 당시 사대부 사회에서 쇠가 중요했음을 반영한 것이라고 주장하는 학자들도 있다.
아버지 예수게이는 옹기라트부 출신 호엘룬 외에도 먼저 부인 소치겔과 그 사이에서 아들 벡테르, 벨구테이가 있었다. 집안이 한미했던 소치겔은 예수게이의 본 부인임에도 호엘룬에게 정실 부인 자리를 내주게 되었다.
칭기스 칸의 부족인 몽골 부는 위구르 제국의 해체 후 바이칼 호수 방면에서 남하해 몽골고원의 북동부에 퍼져 살았다. 칭기스 칸의 생애를 그린 몽고의 전설적인 역사서 《몽골 비사》에 의하면, 그의 원조는 하늘의 명령을 받고 바이칼 호수에 강림한 보르테 치노(孛兒帖赤那, 몽골비사에는 脫卜赤顏, '푸른 늑대'라는 뜻)와 그의 아내 될 코아이 마라루("푸르고 흰 사슴"의 뜻)라고 한다. 보르테 치노의 11대손 도부 메르겐은 알란 구아와 두 아들을 두었지만 일찍 죽어 그의 아내 알란 구아는 하늘에서 내려온 신의 빛을 받아 남편이 없이 3명의 아들을 낳았다. 칭기즈 칸의 가계인 보르 지긴의 선조가 되는 보돈차르 몽학은 알란 구아가 낳은 아들 중 막내이다.
보돈차르의 여러 후손 중 보르지긴 씨족을 형성한 집단이 칭기즈칸의 가문이었다. 그리하여 보돈차르로부터 7대째 후손인 카불 칸이 처음으로 몽골의 여러 부족을 통일하고 “전몽골(あまねきモンゴル)”의 칸(qan)이라는 칭호를 자칭하였다.
보돈차르의 자손은 번창하여 다양한 씨족이 나와 우리양카이 부족, 자라이르 부족 등을 형성했다. 보돈차르의 7대손 카불 칸이 처음 몽골족의 지파를 통일하고 대 칸의 칭호를 획득했다. 카불 칸의 후계자는 그의 6촌인 암바가이 칸이었다. 뒤에 보르지긴 씨족 내에서도 카불 칸의 후손들은 키야트 가문, 암바가이 칸의 자손은 타이치우드 가문으 분화되었다. 칭기즈칸의 아버지 예수게이는 카불 칸의 손자 3대 쿠툴라 칸의 조카였다.
《몽골비사》, 《집사(集史)》 등 여러 사료가 공통적으로 전하는 바에 따르면, 테무진이 태어나기 직전에 예수게이는 타타르 부족의 수장인 테무진 우게, 코리 부카 등와 싸워 승리, 그중 테무진 우게를 사로잡아 데려왔는데 이 때문에 아들의 이름을 테무진이라 지었다고 한다.  『원조비사』에 따르면, 당시 옹기라트 씨족 혹은 옹기라트부 올코노드 씨족 출신인 예수게이의 아내 호엘룬이 진통을 겪고 있었고, 오논 강의 델리운 산에서 예수게이의 군대가 말에서 내렸을 때 출산했다고 전한다. 이로 인해 예수게이는 전쟁에서의 승리를 기념하여 태어난 장남에게 테무진이라는 이름을 붙였다고 한다.

#### 유년기의 불행
그러나 그의 유년시대는 결코 행복한 것이 아니었다. 그가 9세 때 몽골 왕족 보르지긴족의 후예인 아버지 예수게이가 그의 부족과 오랜 불화관계에 있던 타타르족에 의해 독살되었다. 테무진이 어느 정도 자라자, 예수게이는 아들 테무친의 배우자를 정하러 옹기라트부족의 족장을 만나 그의 딸 보르테를 테무진의 약혼자로 정하려고 가던 길에 옹기라트부 보스쿠르 씨족의 데이 세첸을 만나, 그의 딸과 테무진의 혼인을 성사시켰다. 아들의 약혼을 성사시키고 오던 길에 타타르족의 막사에 들려 며칠 보내게 되었다. 그러나 몽골 부족이 강해지는 것을 두려워한 타타르족은 예수게이를 손님으로 받아들였다가, 음식 또는 술에 독을 타서 독살하였다. 예수게이는 몽골로 돌아온 직후에 사망했다.
테무진의 종조부 쿠툴라 칸의 사후 보돈차르씨족에서는 통솔력을 갖춘 인물이 나타나지 못했고, 몽골은 예수게이의 가문인 키야트 씨족과, 암바가이 칸의 직계인 타이치우드 씨족, 그밖에 몇몇 부족으로 분열되었다.
예수게이가 죽자 부족 사람들은 예수게이와 경쟁자 관계였던 타이치우트 일가의 사주를 받아, 예수게이의 미망인 호엘룬과 그 자녀들이 지도력을 발휘하기에는 너무 약하다고 생각하고 기회를 이용하여 이들을 추방했다. 테무진은 아버지의 사망 소식을 듣고 곧장 가족 곁으로 돌아왔지만, 남겨진 예수게이 일가는 먼 친척이자 암바가이 칸의 손자인 타르구타이 키릴투크 등에 의해 몽골 부족 공동체에서 추방당한 상태였다. 많은 부족이 타이치우드부에 귀속하자, 차라르(Чараг) 등은 이르 막으려 설득했지만 투두얀 키르테(ᠮᠣᠩᠭᠣᠯ ᠪᠣᠢᠰᠠ Тудуян Киртэ)는 차라르를 창으로 찔러 상하게 하고는 되돌아보지 않고 떠났다. 차라르는 이때 큰 부상을 입었고 이를 본 테무진은 이때 원사에 의하면 눈물을 흘렸다 한다. 후일 그 아들 몽릭 에치게는 칭기즈 칸의 측근이 된다. 
암바가이 칸의 살아 있던 두 부인 역시 호엘룬과 자녀들에게 비호의적이었다. 노파 1명 만이 이들을 불쌍히 여겼으나 무시되었다. 삼촌 다리타이 옷치킨, 네군 타이시, 사촌 쿠차르, 쿠툴라 칸의 아들로 예수게이의 사촌인 알탄 등 가까운 친척들 역시 타르구타이 쿠릴투그에게 붙었다. 이로 인해 테무진의 영세한 가문은 유목민의 일상음식인 양고기와 우유는 전혀 먹지 못하고 풀뿌리와 생선으로 연명했다.

#### 타이치우드 가문과의 갈등
테무진과 그의 형제는 사냥 노획물을 약탈하는 이복 형 벡테르와 갈등하다가 벡테르를 활로 쏴서 살해했으며 분노와 원한으로 인해 벡테르의 시체의 목을 기어이 베었다. 벡테르는 죽으면서 자신의 가계를 잇길 청하여 벡테르의 친동생이자 테무진의 다른 이복 형 벨구테이는 평생 테무진의 부하가 되는 조건으로 살려두었다.
타이치우드 가문의 타르구타이 키릴투그는 그가 이복 형을 죽였다는 것을 빌미로 테무진을 체포, 야영지에 감금하였다. 테무진은 그들의 감시를 피해 탈출을 시도하였고, 나중에 타이치우드부족의 종복으로 있던 스루도스 부족의 소르칸 시라 등의 도움을 얻어 탈출에 성공한다.
《몽골비사》에 따르면 이때 우연한 기회로 테무진의 친구가 된 네 명, 아루라트씨족의 보오르추, 테무진의 집안 가신이었던 우리양카이 집안의 제드메, 테무진을 도와준 소르칸 시라의 아들 치라운, 친베 등 4명은 그의 최측근이 되며, 이 중 보오르추, 치라운은 무칼리 등과 함께 칭기즈칸의 사준사구(四駿四狗) 중 사준이었고, 칭기즈 칸의 동지이자 유력 공신들 중의 하나가 된다. 사준은 전쟁에서 칭기스 칸의 옆에서 잠시도 떠나지 않고 호위하는 역할을한다.
이후의 행적은 사서에 따라 차이가 있는데 몽골 황금사(알탄톱치)와 몽골원류에 의하면 그는 솔롱고(고려)에 가서 수년 간 체류했다 하고, 남송 출신으로 몽골에 사신으로 파견되었던 조공(趙珙)의 책 『몽달비록 (蒙韃備錄)』에 의하면 금나라로 끌려가 10년 간 노예생활을 했다고 한다.
1180년경, 테무진은 이전에 약혼했던 옹기라트부 내 보스쿠르 씨족의 데이 세첸을 찾아갔고, 데이 세첸은 그를 사위로 받아들였다. 그의 딸 보르테와 정식 결혼하였으나, 곧 메르키트 부족 연합의 수장 토크토아 베키가 이끄는 군이 야영지를 습격하여 보르테를 납치해 갔다.

### 토그릴 완 칸과의 협상
그는 아버지 예수게이와 안다(의형제)를 맺었던, 예수게이에게 정치적 도움을 받은 적 있는 케레이트부의 한 부족장인 토그릴 완 칸(Тоорил ханд)을 찾아간다. 테무진과 그의 가족은 비록 보르지긴족들의 배척을 받긴 했지만 왕족 출신이라는 이유로 상당한 대접을 받은 것 같다. 무엇보다도 그는 아버지 예수게이가 죽기 전에 정혼해준 아내 보르테를 되찾아올 수 있었다. 그러나 몽골 북방에 사는 메르키트족은 예수게이가 그들에게 빼앗은 여자인 호엘룬을 아내로 삼았기 때문에 테무진에게 반감을 가지고 있었다.
이러한 이유로 메르키트족은 테무진의 아내인 보르테를 납치했다. 테무진은 아버지 예수게이와 의형제를 맺었던 케레이트족의 왕인 토그릴 완 칸에게 사정을 말하여 도움을 얻었다.  아버지의 의형제 케레이트 부족의 토그릴 완 칸, 자신의 안다(의형제)이며 몽골 부족 자다란(Жадаран) 씨족의 수장인 자무카(Жамуха) 등과 동맹을 맺고 함께 메르키트 부족을 공격하여, 부르 카르 전투(Буур хээр, 붉은 들판의 전투)에서 메르키트를 이기고 보르테를 다시 찾아올 수 있었다. 당시 토그릴 완 칸은 몽골 지역 안에서 가장 강대한 통치자였다. 테무진은 결혼기념물로 받은 잘의 모피를 토그릴에게 선물했고 답례로 토그릴 완 칸은 테무진의 흩어진 부족민들을 모아주겠다고 약속했다. 혹은 어떤 신성한 새끼사슴을 토그릴 칸에게 선물로 주었다고 한다.
그 후 토그릴 완 칸은 테무진에게 2만 명의 병력을 제공하고 테무진의 어릴 적 친구인 쟈무카도 설득시켜 병력을 제공하게 함으로써 그 약속을 지켰다. 테무진 일가의 궁핍과 이웃 부족의 왕이 제공한 대규모 병력은 상반된 이야기이기 때문에 사실 여부가 의심스러우나, 〈몽골 비사〉, (원조비사)에 나오는 이야기를 그대로 인용한 것이다. 1182년에 이렇게 모은 옛 키야트 부족의 부족장으로 선출되었다 한다. 1182년 삼촌 네군 타이시의 아들 쿠차르, 아버지 예수게이의 사촌이자 쿠툴라 칸의 아들 알탄이 그에게 귀부해 왔다. 일부 몽골부족은 쿠툴라 칸의 아들인 알탄에게 칸위를 계승할 것을 권고했으나 알탄은 칸의 자리를 테무진에게 양보했다.
메르키트와의 공방전 이후, 토그릴 칸과 자무카 등의 도움을 받아 세력을 회복한 테무진은 점차 키야트 씨족 내에서 주목받는 유력 인물이 되었다. 테무진은 관대하게 처신하였고, 유목민들에게 훌륭한 지도자로 여겨지게 되었으며, 과거 그의 아버지에게 충성을 바쳤던 전사들이나 자무카 및 타이치우트 씨족 밑에 몸을 의탁하고 있던 유목민들이 하나둘씩 테무진에게 다시 귀속해 왔다. 테무진은 이들 사람들을 동료나 부하로 삼아 세력을 확대해 나갔으며, 그와 동시에 자무카와의 관계는 점점 냉각되어 갔다.
그런데 자무카의 일족 중 한 사람인 다이차르(Тайчир)가 테무진의 영지에 있던 말을 몰래 약탈하려다가 살해되는 사건이 발생, 이 일을 계기로 테무진과 자무카는 서서히 멀어져갔다. 다른 설에는 다이차르는 자라이르부의 말을 훔치다가 들켜 살해됐다는 설도 있다.

### 자무카와의 갈등과 13날개의 전투
테무진의 영지에서 말을 훔쳤거나 또는 자라이르부에서 말을 훔치다가 살해된 다이차르가 자무카의 동생이라는 설도 있다. 이 일을 계기로 테무진은 자무카와 서서히 멀어졌고, 자무카는 타이치우드씨족과 동맹을 맺고 13개 부족을 이끌고, 키야트 씨족을 규합한 테무진과 달란 발주트 평원(Далан Балжуд)에서 전투를 벌였다. 이 전투는 13날개의 전투로 불리며 승패에 대해서는 사료마다 다르게 전하지만, 테무진 편에 섰던 키야트 동맹 씨족의 포로들이 전투 이후 솥에 넣어 삶겨 처형되었다는 기록은 일치한다.
전투 초반 자무카는 우위를 점하여 테무진을 즈에렌 협곡까지 몰아내고 후퇴했으나, 그러나 돌아가는 길에 테무진에게 협력한 치노스 아이막(Чинос аймаг)의 젊은이들을 70개의 솥, 혹은 달란 토곤(далан тогоо, 큰 솥 혹은 솥 모양이라는 지명) 지역에서 삶아 죽였다.
그러나 자무카는 이러한 잔혹한 처형으로 인해 여러 부족이 반감을 품게 되어 민심을 잃었고, 패배한 테무진에게 귀속하는 부족이 오히려 늘어나게 되었다. 전투 이후 우루드부(Уруудын)의 주르치데이(Жүрчидэй), 망구드부(Мангудын)의 후일다르(Хуйлдар), 콩고탄부(Хонхотан)의 멩리그(Мэнлиг) 등 여러 부족 대표들이 자무카를 떠나 테무진에게 합류했다.

### 권력자로 부상

#### 메르키트족 정복
강력한 동맹세력의 후원을 받은 테무진은 자신의 군대를 이끌고 몽골 고원 북쪽에 있던 메르키트족을 패배시켰다. 또한 장래에 자신을 반역할 기미가 있는 부족은 초토화시키는 전략을 세웠다. 이 전략에 따라 그는 메르키트족에 이어 주르킨족의 귀족들도 패배시켰다. 왜냐하면 주르킨족의 귀족들은 테무진의 동맹세력이었으나, 테무진이 타타르족 공격에 나선 틈을 이용하여 그의 재산을 약탈하는 배반을 했기 때문이었다. 그는 그 부족의 귀족들을 사회적 영향력을 이용하여 반란을 일으킬 위험이 있다고 생각하여 모두 처형했고, 평민들은 병졸과 노예로 삼았다. 그는 배후에 적을 남겨놓는 경우가 절대 없었다. 수년 뒤 중국을 침공하기에 앞서 먼저 등 뒤에서 자신을 찌를 유목민 통치자가 없는지 확인했다.
메르키트족을 정복한 뒤, 자무카는 타이치우드 가문과 동맹하고 키야트가문을 규합한 테무진과 바루주토의 평원에서 교전하였다. 1190년의 열세 날개 전투라고 불리는 이 싸움에서 누가 승리했는지는 문헌마다 결론이 다르게 나타난다. 그러나 키야트가문과 동맹을 맺고 테무진의 아군이던 한 씨족의 포로가 자무카에게 사로잡힌 뒤, 사람을 삶아 죽이는 팽형으로 처형되었다고 한다. 테무진의 동맹인 어느 씨족 포로를 자무카가 삶아서 죽인 것은 기록들마다 일치하고 있으며, 이때는 테무진이 패배 한 것으로 보인다. 자무카는 이 공개적 팽형으로 인망을 잃고, 몽골의 부족들은 테무진에게 귀부하는 일이 늘어났다.

#### 부족의 지도자들과의 관계
메르키트족을 패배시킨 이래 테무진은 스텝(기마인들이 살던 지역) 지역의 최고 실력자가 되려는 목표를 세웠다. 부족의 지도자들은 테무진의 주위에 몰려들기 시작했고, 12세기말에 이르자 그들 지도자 가운데 일부는 테무진을 몽골족의 칸(왕)으로 옹립하자고 제의했다. 또한 그 지도자들은 전쟁과 수렵에서 테무진에게 충성을 바칠 것을 맹세했다.
1189년 알탄(Алтан), 쿠차르(Хучар), 주르히니 사차 베키(Жүрхиний Сача Бэхи), 다리다이 옷치킨(Даридай-Отчигон) 등 키야트 보르지긴 씨족의 여러 영주들이 의견을 모아 테무진을 카마그 몽골의 칸으로 추대하며 칭기스 칸이라는 칭호를 내렸다. 칭기스(Чингис)라는 단어의 어원은 바다를 뜻하는 텡기스(тэнгис)에서 유래했다는 설이 있다.
그러나 그들이 내놓은 조건을 보면 테무진에게 자신들의 생존을 보장할 수 있는 믿음직스러운 장수가 되어달라는 것이었지, 그들을 지배하는 군왕(君王)이 되어달라는 것은 아니었다. 그 뒤 실제로 일부 부족의 지도자는 그를 배신했다. 그 당시만 하더라도 테무진은 세력이 미약한 족장에 불과했다. 당시 중국 북부를 통치하고 있던 금(金)나라의 황제는 테무진을 중요하지 않은 인물로 여기고 있었다.

#### 자르하족 정벌
1190년 테무진의 영도하에 키야트부족의 세력은 강해졌다. 자르하부족의 수령이기도 했던 자무카는 불만을 품었다. 자무하의 동생 차르파는 테무진의 부하들을 습격하여 죽였다. 테무진 휘하 13개 부락 3만여 명이 차르파에게 살해되었다. 테무친은 즉시 13익(13개 부락)으로 군사를 편성해 자무카와 교전하였다.
1201년 타타르족 잔존세력과 메르키트족, 그리고 테무친의 친척인 타이치우드 부족이 연합하여 자무카를 칸으로 추대, 고아 칸(古兒汗)이라 칭했다. 1202년 테무친은 타타르 족과 교전, 타타르족 수령 자린부카를 죽이고, 나머지 잔존 타타르인 백여명을 모조리 죽였다.

#### 토그릴 칸 복귀, 지원
1195년경 케레이트부족 내에서 내분이 일어나 토그릴 칸이 케레이트부 칸의 지위에서 쫓겨나고, 소수의 수행원들과 함께 위구르, 서하, 서요 등을 떠돌게 되었다. 그러던 중 테무진이 강력한 세력으로 성장하고 있다는 소식을 듣고 그에게 찾아와, 의지하여 합류하였다. 테무진과 토그릴은, 토그릴이 과거 테무진의 아버지 예수게이와 동맹 관계였던 인연에 따라, 이 자리에서 의부자(義父子)의 관계를 맺고 동맹을 체결하였다. 그리고 테무진의 지원군을 받아 토그릴은 다시 케레이트의 칸으로 복위할 수 있었다.
나아가 두 사람은 이 동맹을 바탕으로 협력하여, 몽골 고원 동부에 있었으며 금나라와 전쟁 중이던 타타르를 협공, 울자 강 전투에서 타타르족을 대대적으로 토벌하였다. 1195년에 테무진은 케레이트의 도움을 얻어 다시 보르지긴 씨족 집단 내의 유력자였던 주르킨 씨족을 공격하여 무너뜨리고, 무력으로 보르지긴 씨족을 통일하였다.

#### 타타르족 정복
유목민들 사이에 분열을 조장하여 변방의 평화를 유지했던 금나라는 가끔씩 변방정책을 바꾸어 그들의 동맹세력인 타타르족을 공격했다. 반격으로 타타르부의 매그진 수울트(Мэгүжин сүүлти)는 울즈 강(Улз гол)을 넘어 금나라를 공격했다. 토그릴과 함께 테무진은 그 기회를 이용하여 타타르족의 배후를 공격했다. 세력이 점점 강성해지자 그는 강대한 타타르족과 최후의 결전을 벌인 것이다. 테무진은 토오릴 칸이 연합하여 울즈 강의 후수투 슈테엔(Хусуту шүтээн), 나라투 슈테엔(Нарату шүтээн)에서 메그진 수울트를 공격해 죽이고, 완전히 제거했다. 전투에서 타타르족을 패배시킨 뒤 수레바퀴보다 키가 큰 자들은 곧 어른은 모두 죽이고, 단지 아이들만 살려두었는데 이들은 나중에 커서 자신들의 신분을 잊고 몽골의 충실한 추종자가 될 것이라고 믿었기 때문이었다. 
금나라 황제 장종은 토그릴에게 왕(王 Ван)이라는 칭호를 내렸고 테무진에게는 그보다 낮은 백인장(百人長, 자우드 쿠리, Чаутхури) 칭호를 내렸다. 실제로 그 후 몇 년 동안 금은 테무진의 존재를 전혀 위협적으로 생각하지 않았다. 테무진은 스텝 지역에서 자신의 세력을 구축해나가는 일에 몰두했기 때문에 중국에게 그리 큰 위협이 되지 않았다.

#### 주르친 족 정벌
테무진이 타타르족 메그진 수울트를 정벌하러 떠난 사이, 쥬르친부(Жүрхин)에서 그의 가족을 약탈하고 습격해갔다. 테무진은 타타르를 섬멸하고 귀환한 후 켈렌 강 근처 흐드 어랄(Хэрлэнгийн Хөдөө арал) 인근에서 주르킨 부족을 공격하여 텔레투 암(Тэлэтү ам)에서 사차-베키(Сача-Бэхи), 타이추(Тайчу) 등을 생포하였고, 이전에 벨구테이의 얼굴을 베어 상처 입힌 일, 타타르족 매그진 수울트을 공격할 때 협력하지 않은 일, 보르지긴 가족을 약탈한 일 등의 이유로 그들을 처형했다.

#### 숙청작업
테무진은 조직적으로 모든 정적들을 제거하는 작업에 착수했다. 친구이며 오랜 동료였던 자무카가 조직한 여러 세력의 연합은 그에게 패배를 거듭하여 그 존재가 없어졌고, 타타르족은 몰살당했다. 1197년에는 고원 북쪽에 잔존하던 메르키트 부족을 원정하여 정벌했다. 한편 케레이트족의 왕 토그릴과의 동맹관계도 마침내 붕괴되었고 테무진은 그마저도 최고권력을 잡는 데 장애가 된다고 판단하여 제거하려 했다. 토그릴은 자무카의 설득과 아들의 야망과 질시 때문에 어쩔 수 없이 테무진에게 대항하여 싸울 수밖에 없었다. 
테무진은 토그릴을 패배시킨 뒤 케레이트족을 모두 병졸과 노예로 삼았다. 테무진은 저항의 중심이 될 수 있는 옛 정적·귀족 들은 하나도 살려두지 않을 속셈이었다. 그 이유는 첫째, 이들의 군대를 빼앗아 자신의 군대로 삼고, 둘째, 몽골 지역의 분열을 가져온 소속 부족 안에서의 충성심을 분쇄하고, 셋째, 모든 유목민 부족을 통일하여 테무진의 가문에만 충성을 바치도록 한다는 것이었다.

#### 나이만족 정복

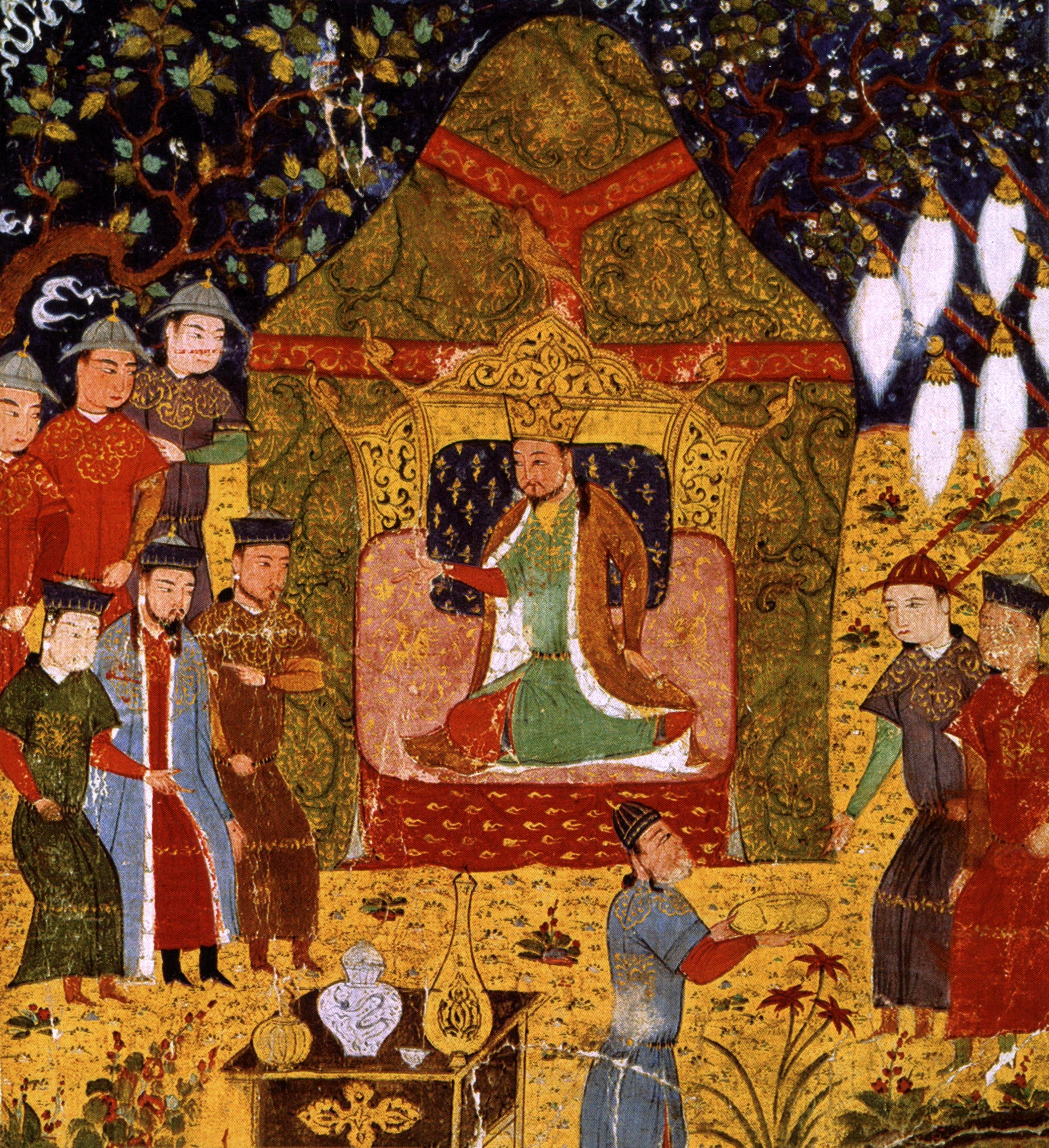
1206년 봄, 오논강변에서 열린 쿠릴타이에서 칸으로 추대된 테무진
(페르시아계 사서 집사에 삽화)

1198년 테메엔 케에르에서 쿠릴타이를 개최, 나이만족 정벌을 선언했다. 1199년 칭기즈 칸은 케레이트부와 연합, 고원 서쪽 알타이산맥 방면에 있던 나이만부를 공략했다. 서부지역의 나이만부 통치자는 보르지긴족의 강력한 세력에 두려움을 느끼고 자무카와 합동으로 연합세력을 형성했으나, 완전히 패배했고 나이만 왕국은 없어졌다. 한편 변덕이 심한 자무카는 마지막 순간에 나이만족 왕을 배신했다. 이같은 전쟁은 1200년대 초반에 벌어졌고 테무진은 스텝 지역의 패자(覇者)가 되었다.
1200년 초 테무진은 동부에 케레이트의 지원군을 호출, 친척이자 천적인 타이치우드 가문과 자이라트씨의 자무카 연합군을 깨고, 이어 대흥안령 방면의 타타르 족을 후룬베이얼 일대에서 격파했다. 1201년 몽골의 동방 지파는 반 케레이트, 반 테무진 세력과 동맹을 맺고, 테무진의 천적 자무카를 맹주로 추대하고, 구르 칸 혹은 고아 칸이라 하였다. 그러나 테무진은 동맹에 참가한 옹기라트부에 속하는 아내 보르테의 친가에서 동맹 결성 소식을 비밀리에 접하고 반대로 공세, 동맹을 깨고 동북방 지파를 복속시켰다.

#### 동북방 동맹과의 결투
1201년 동방, 북방의 부족 하타긴, 살지우드, 두르벤, 타타르, 이히레스, 홍기라드, 고를로스, 나이만의 후르차후스 부이루크, 메르키트, 오이라드, 타이추우드 부족들이 알후이 불락에 모여 쿠릴타이를 열고 자무카를 대칸으로 추대할 것을 결정했다. 이후 이들은 에르구네 강으로 이동, 에르구네 강에 합류하는 칸 강의 큰 들판인 아구 누가드에서 자무카를 구르 칸으로 공식 추대했다.
그들은 테무진과 케레이트의 토그릴 왕 칸을 정벌하자고 논의하였고, 내부 있던 누군가가 테무진에게 이 소식을 알려왔다. 테무진은 다시 토그릴 왕 칸에게 이를 알렸다. 토그릴 왕 칸은 군대를 이끌고 도착하여 합류, 양측은 후이첸(Хүйтэн)에서 전투를 벌였고, 자무카의 동북방 연합을 섬멸했다. 이 전투는 쿠이첸 전투로 알려져 있다. 
몽골비사에 따르면, 부이루크와 후투가 베히는 자신들이 알고 있던 주술을 사용했지만, 그것이 오히려 자신들에게 되돌아오자, 하늘의 분노를 사서 두려움에 휩싸인 채 흩어져 달아났다고 한다.
1202년 타타르족과의 전투에서 타타르족이 남긴 전리품을 차지했던 삼촌 다아리타이 옷치긴, 사촌 쿠차르, 친척 알탄에게 전리품을 빼앗은 후 부하들과 나누었다. 이에 불만을 품은 다아리타이 옷치긴, 쿠차르, 알탄은 케레이트로 건너갔다.
자무카는 에르구네 강 쪽 자신의 영역으로 도망쳤고 토그릴 왕 칸은 그를 추격하였다. 타이치우드 부족의 아우추 바타르가 오논 강 쪽으로 달아났고, 테무친은 그 뒤를 추격하였다. 오논 강 너머에 기다리고 있던 아우추 바타르와 타르구타이 쿠릴투그와의 전투에서, 테무진은 이때 타이치우드의 주르가다이(후일 칭기즈 칸의 사준사구 중 사구의 하나인 장군 제베이)에게 목 가까이 화살을 맞고 부상당했다. 그러나 타이치우드 부족은 뿔뿔이 흩어져 도망쳤으며, 이 전투는 테무진의 승리로 끝났다.
이때 자무카의 편에 붙었던 삼촌 다리타이 옷치킨이 다시 그에게 항복해왔다. 몽골비사에 의하면 칭기즈칸은 삼촌 다리타이 옷치킨을 용서했다 한다. 원사, 원사연의에는 다리타이 옷치킨의 처분에 대한 언급이 없고, 라시드 웃딘의 집사에 의하면 칭기즈 칸은 다리타이 옷치킨을 처형했다 한다. 다리타이 옷치킨의 소속 부락민은 살해됐고, 다리타이의 아들이자 칭기즈 칸의 사촌 타이나르 예예와 200명의 부속민은 칭기즈 칸의 동생 카치운의 아들 엘지기다이에게 노예로 주어졌다 한다.

#### 케레이트와의 갈등과 대칸 추대
1202년 서쪽 나이만, 북 메르키트부족 연맹이 북서쪽에 있던 오이라트와 몽골 동방 동맹의 잔당과 맺고, 케레이트 공격했지만, 테무진과 옹 칸은 고전 끝에 이를 물리 치고 고원 중앙부의 패권을 차지했다.
그뒤 옹 칸과 테무진 간의 결혼동맹을 체결하려 했으나 옹 칸의 장남 일카 셍굼의 반대로 무산됐다. 같은 해 자무카의 술수로 옹 칸의 장남 일카 센군과 테무진을 이간질을 하여, 1203년에 옹 칸은 셍굼의 진영에 망명 해 온 자무카의 모략으로 갑자기 테무진의 목장 지역을 습격했다. 테무진은 1203년 가을, 오논 강에서 북쪽으로 벗어나 바루쥬나 호수에서 군대를 재정비 했다. 그해 가을, 오논강을 거슬러 고원에 되돌아온 테무진은 병력을 결집하여 계략을 써서, 케레이트의 본영의 위치를 찾아 옹 칸의 본대를 급습해 대승했다. 이 패전으로 고원의 케레이트 부는 괴멸되고, 고원의 중앙부는 테무진의 손에 떨어졌다.
1205년 테무진은 몽골 고원에 남은 마지막 큰 세력인 서나이만부와 북메르키트부족을 격파하고, 동지에서 적이 된 자무카를 마침내 잡아 처형했다. 자무카는 부하들의 배신으로 테무진에게 넘겨졌으나, 그는 배신한 자무카의 부하들을 처형하고 자무카는 피를 보지 않게 처형했다 한다. 이에 몽골 남쪽의 옹구트부가 테무진의 권위를 인정하고 자발적으로 복속해왔다.
1206년 테무진은 쿠릴타이를 소집했고, 그해 2월 오논강변에서 열린 족장대회의에서 테무진은 칭기즈 칸('전 세계의 군주라는 뜻')으로 추대되었다. 칭기스 라는 단어에 대해 일설에는 원래 몽골어가 아닌튀르크어에서 온 외래어였다는 설이 있다. 1206년 모든 스텝 지역을 통치하는 황제로 추대되었을 때 그는 수천 명에 달하는 피복속 부족의 사람들과 그 지역을 자신의 친·인척, 동료들에게 나누어 관리하게 했다. 그리하여 기존 부족·가문의 조직된 형태를 바꾸어 봉건제도와 유사한 조직을 만들어냈다.

#### 나이만 잔존세력 정벌
1204년 여름, 첫 번째 달 16일 제베이, 쿠빌라이를 선두로 보내어 케를렌 강에서 출발하여 항가이 산맥의 사아르에서 나이만의 정찰대를 맞아 싸웠다. 사아르에 내려 잠을 자면서 각자 다섯 개의 모닥불을 피웠는데, 나이만의 정찰대가 이를 보고 타이양 칸은 바로 전투를 개시했다. 타이양 칸은 전투 준비를 하고, 하치르 강에서 나이만 군대가 움직여 오르혼 강을 건너 나후 구니의 동쪽으로 돌아 자히르 모고드라는 곳에서 하맘 몽골 군대와 전투를 벌였다.
칭기즈칸은 "많은 병사 중에 많은 피해가 나고, 적은 병사 중에는 적은 피해가 난다"며, 요새를 따라 싸우며 집중 공격으로 돌파하자고 전투 전략을 밝혔다. 그가 직접 앞장서고 조치 하사르에게 주력군을 맡기며, 테무게 오치긴 노인에게 후방군을 맡겼다. 몽골군은 자히르 모고드에서 나이만을 후퇴시키고, 나후구니 앞에 나이만 군대를 격파하고 나후구니 산으로 밀어냈다. 산 정상에서 타이양 칸을 비롯한 많은 병사들이 떨어져 죽고, 카마그 몽골 군대가 나이만을 몰아내고 정복하였다.
같은 해, 도망친 하타긴, 살지우드, 자다란, 옹기라드부족들이 귀순, 이들을 통합하고, 토그토아 베키를 필두로 한 세 메르키트 부족의 잔존세력을 공격해 그 지역을 점령했다. 1203년~1204년 케레이트, 나이만을 정벌한 뒤 사로잡힌 쿠차, 알탄을 처형했다. 그들의 부락민은 삼림으로 도피, 오이라트부에 흡수됐다.

### 전 몽골 대칸 즉위
1206년 2월 테무진은 쿠릴타이를 개최, 후후 노르 근처 오논 강 상류의 수원지에서 공신들과 여러 부족의 지도자를 소집했다. 이 자리에서 야크나 말의 꼬리털로 깃대 끝을 장식한 깃발(투크, tuq/tuγ, 백색 아홉 갈래의 투크)을 세우고, 모든 부족의 통치자라는 지위로 즉위, 몽골 제국을 창건하였다.
칭기즈 칸(Чингис хаан)이라는 칭호는 예수게이 일족의 가신인 몽릭 에치게의 아들로, 샤먼 코코추 텝텡그리가 테무진에게 바친 존칭이라 한다. 칭기즈라는 단어의 어원에 대해서는 확실하게 밝혀지지 않았으며, 원래 몽골어가 아닌 튀르크어에서 유래한 외래어로 보기도 한다. 그 어원에 대해서는 “바다”를 뜻하는 텡기즈(tenggis / tenngiz)에서 왔다는 설, 강렬함을 의미한다는 설, 혹은 세계를 지배하는 자를 뜻한다는 설 등 다양한 설이 존재한다.
칭기즈 칸은 자신의 핵심 측근이자 전우들인 노코르(ᠨᠣᠬᠤᠷ, 키릴어:Нохур, Нокор)들에게, 그간 정복한 유목민들을 영민으로 나누어 주었고, 옹구트, 콩기라트처럼 동맹을 맺고 복속한 부족의 지도자들을 더해 하나의 지배 계층으로 편성하였다. 이 계층은 노얀(ᠨᠣᠶᠠᠨ, 키릴어:Ноён)이라 불렸다. 최상급 노얀 88명은 천호장(千戸長, 천인대장)이라는 직책에 임명되었고, 이들의 휘하에 속한 유목민들은 95개의 천호(千戸)로 편성되었다.
칭기즈칸이 직할하는 몽골 고원 외에도 동쪽 대흥안령 방면에는 칭기즈 칸의 세 동생인 주치 카사르, 하치운, 테무게 옷치킨이 각자의 울루스을 분봉받았으며, 주치 카사르는 4천호 또는 페르시아의 집사에 의하며 1천호와 아르군 강 주변과 하이랄 강 일대와 크룽 산 주변, 하치운에게는 3천호와 부이르 강 남쪽, 우르겐강, 카라카르지트 유역, 테무게 옷치킨에게는 흥안령 산맥에서 아무르강 유역, 한반도 북부를 주고 8천호를 주었다. 또한 벨구테이에게는 랴오둥 근처를 울루스로 주었다.
또한 하치운의 아들 알치다이에게는 나이만, 우량카이, 타타르부의 여러 부족으로 구성된 3개의 천호를 추가로 부여했다. 하치운의 아들이자 조카인 알치다이에게 특별히 더 부여한 이유는 알려진 것이 없다. 서쪽의 알타이 산맥 방면에는 그의 세 아들인 주치, 차가타이, 오고타이에게 울루스를 주어 관리하게 했다. 

### 몽골족의 통일

#### 군사 편성
천호 아래에는 백호(百戸, 백인대), 십호(十戸, 십인대)가 십진법에 따라 조직되었으며, 이들 각각의 지휘자도 노얀 계층 가운데서 임명되었다. 전쟁 시 천호는 1,000명의 병력을, 백호는 100명, 십호는 10명의 병사를 징발, 동원할 수 있는 권한이 주어졌으며, 각 부대의 대장들은 전쟁 시 몽골 제국 군대의 장군으로 임명되도록 규정했다. 각 부대의 병사들은 원정 시에도 가족과 말을 함께 이끌고 이동하였으며, 기병 한 사람에게 최소 3~4필의 말을 주어졌기 때문에 몽골의 기병은 항상 지치지 않은 말을 교대로 번갈아 타는 방식으로 이동 가능했다.
천호는 고원(몽골 고원) 중앙에 유목하는 칭기즈 칸 직속의 백성 집단을 중심으로, 좌측의 좌익(左翼)과 우측의 우익(右翼)이라는 두 개의 대규모 집단으로 나뉘었으며, 좌익과 우익의 지휘는 고원 통일의 공신인 무카리, 보오르추가 좌,우익의 만인대장(萬人隊長)에 임명되어 통솔하였다. 2개의 만인대 외에도 몽골은 각 지방의 95개의 천호 조직이 편성되어 있었다.

#### 칭기즈칸의 지도력
1206년은 몽골 및 세계의 역사에 전환점이 되는 해였다. 몽골족은 스텝 지역 밖으로 출정할 준비가 되어 있었고, 몽골 자체도 새로운 조직으로 재정비되었다. 칭기즈 칸의 탁월한 지도력으로 인해 통일된 몽골족이 존재하게 되었고, 몽골족은 많은 변천과정(봉건적 분열, 부족간의 세력다툼 재연, 영토병합)을 거쳐 오늘날까지 그 형태를 유지하고 있다.
동시대의 페르시아인 알 가즈자니는 칭기즈 칸에 대한 목격담을 이렇게 진술하였다. 키가 크고, 몸에 힘이 넘치고, 단단하고, 얼굴에 난 성긴 수염은 모두 하얗게 셌고, 눈은 고양이 같고, 넘치는 에너지와 분별력, 천재성과 이해력을 갖추었고, 경외감을 불러일으키고, 학살에 능하고, 의롭고, 단호하고, 적을 쉽게 무너뜨리고, 용맹스럽고, 살벌하고, 잔인하며, 마법과 기만에 능하다 한다. 칭기즈 칸은 마법을 구사하지는 않았으나, 알 가즈자니는 칭기즈 칸 군대의 활동을 마법으로 묘사했다.
1207년 아들 주치를 보내 삼림 부족을 정벌, 복속시켰다. 1210년에는 그의 손자와 동명이인이자 사준사구의 한사람인 쿠빌라이를 보내 투르크계 유목민 카를루크족을 정벌, 카를루크족의 부족장 아라사란 칸(阿兒思蘭汗)이 부락을 이끌고 투항해왔다.

### 몽골군의 특징

#### 믿을 수 있는 군인들
몽골족의 야망은 스텝 지역 밖으로까지 세력을 확장해 나가는 것이었다. 칭기즈 칸은 세계정복의 원대한 야망을 실현시킬 준비가 되어 있었다. 새로운 몽골국은 무엇보다도 전쟁을 치르기 위한 조직으로 정비되었다. 칭기즈 칸의 군대는 10진법 체제로 나뉘어 엄격한 기강을 유지했고, 보급품과 군비를 갖추었다. 부장(部將)들은 칭기즈 칸의 아들이거나 그에게 절대충성을 바치는 선발된 사람들이었다. 병사 1인은 최소 3~4필의 말이 주어져 지치지 않은 말로 수시로 갈아타고 기존의 말은 휴식이 가능했다.

#### 유연한 무기사용
칭기즈 칸은 군사적으로 탁월한 재능을 가지고 있어서 급속하게 변하는 외부환경에 잘 적응했다. 처음에 그의 군대는 사료가 필요 없는 튼튼한 초식동물인 몽골 조랑말을 타는 기병으로만 구성되어 있었다. 이러한 군대로 다른 유목민들은 패배시킬 수 있었지만 도시들을 함락시킬 수는 없었다.
그러나 곧 몽골족들은 규모가 큰 성읍도 투석기·쇠뇌·사다리와 끓는 기름 등을 사용하여 함락시킬 수 있었고, 흐르는 강물을 다른 데로 돌려놓아 홍수가 일어나게 하는 방법을 사용하기도 했다. 정착문화를 가진 국가와 접촉하게 되면서 칭기즈 칸은 서서히 공격·파괴·약탈보다 더 멋진 권력의 향유 방법이 있다는 것을 알게 되었다.

### 유능한 참모들
칭기즈 칸에 대항했던 마지막 몽골 부족인 나이만의 한 신하는 그에게 문화의 유용함을 일깨워 주었고, 몽골어를 문자로 정착시키는 일을 도와주었다. 〈몽골 비사〉에 따르면 1222년말 아무다리야강(고대명은 옥수스)과 시르다리야강(고대명은 작사르테스) 지역에서 호라즘 샤 왕조와 전쟁을 벌였을 때, 칭기즈 칸은 이슬람 출신의 측근으로부터 성읍의 의미와 중요성을 배우게 되었다.
한때 금나라의 신하였던 또 다른 측근인 야율초재는 농민과 장인들이 생산해내는 물품은 과세의 대상이 될 수 있음을 일러주었다. 칭기즈 칸은 당초 중국 북부의 비옥한 전답들을 말의 목초지로 만들 생각이었던 것이다. 그러나 몽골을 세계 최강대국으로 부상시킬 위대한 정복은 아직 수행되지 않은 단계였고 그 주목표로 중국이 떠올랐다.

### 정복 사업

#### 서하 정복과 위구르 복속
즉위 직후 칭기즈칸은 서하를 공략했지만서하는 견고한 성벽을 갖춘 도시 국가였기에 공격에 어려움을 겪었다. 1209년에 서하(西夏)와 와 화친을 체결하게 되었다. 서하에서 칭기즈 칸에게 복속, 몽골의 종주권을 인정하기로 하고 강화조약을 체결하였다. 이어 그 해에는 톈산 위구르 왕국를 복속시키고, 경제 감각이 뛰어난 위구르인의 협력을 얻는 데 성공한다.
서하 황제로부터 몽골의 종주권을 인정받는 데 성공했다. 그러나 1209년 서하는 칭기즈 칸에게 조공을 바치기로 했으나, 서하 내부에서 다시 반발하였다. 칭기즈 칸은 중국 북서쪽 변방지역의 국가인 서하와 싸움을 벌여 승리를 거두었고, 1211년 중국 북부에 자리잡고 있던 금을 향해 진격했다. 1214년 금으로부터 막대한 금액의 보상금을 받고 철수했다가 1215년 전쟁을 재개하여 연경을 함락시켰다. 그 뒤 중국 북부의 완전한 장악은 부장인 무칼리에게 맡겨졌다.

#### 금나라 공략

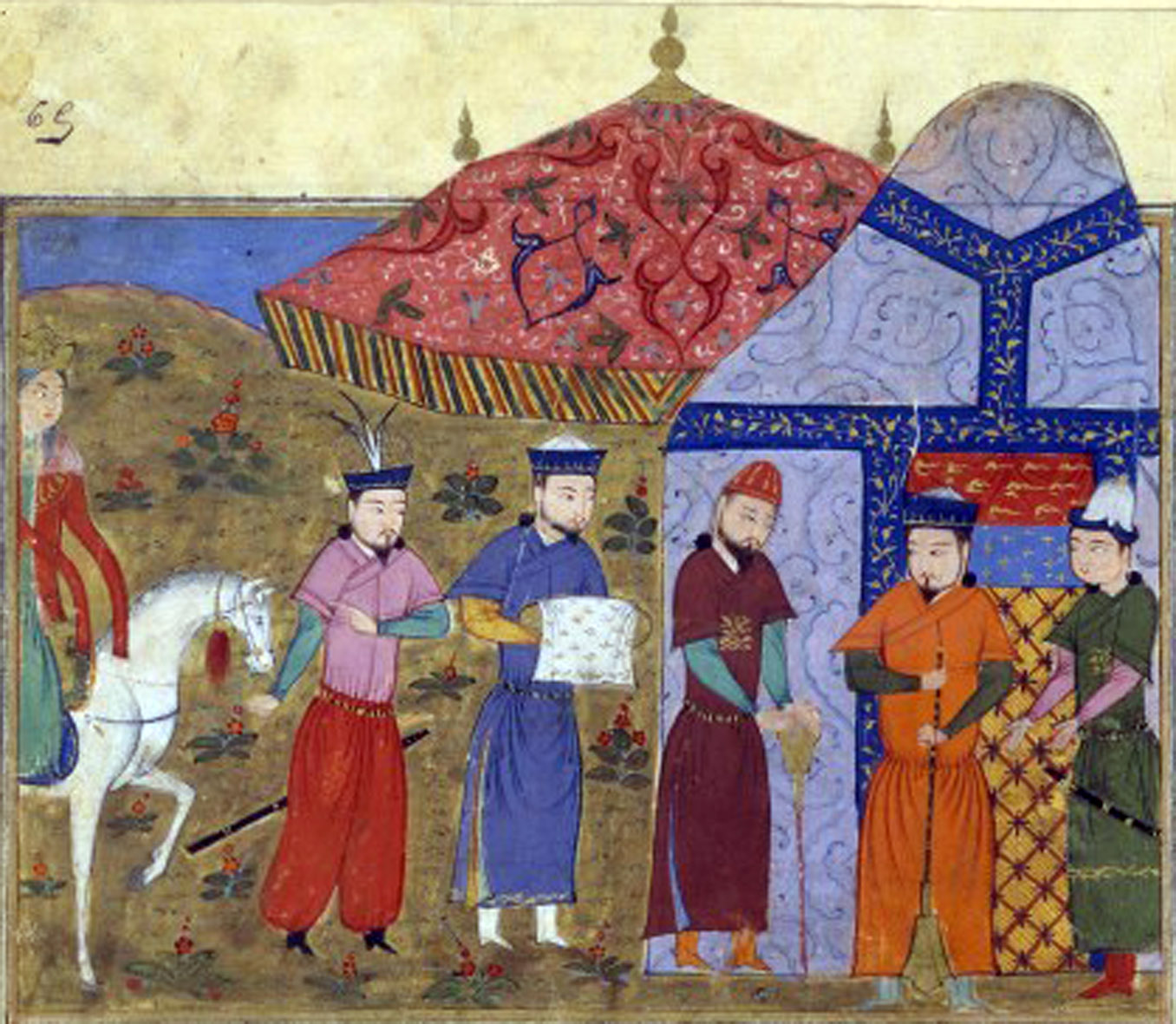
1214년 금 선종과 화약을 체결하는 장면
(말 위의 인물이 기국공주)

1211년 금나라와 전쟁을 선언, 전쟁을 개시하였다. 명분은 암바가이 칸을 살해한 설욕이었다. 몽골군을 세 개의 군단으로 나누어 각각 다른 루트로, 만리장성을 넘어, 장성과 황하 사이의 금나라 영토 깊숙이까지 진격하여 금나라 군대를 격파하고 화북 일대를 약탈, 파괴하였다. 금나라 원정 초기 몽골군은 야전에서는 승리를 거두었으나, 견고한 성벽에 막혀 주요 도시 공략에는 실패하였다. 그러나 칭기즈 칸과 몽골 지휘관들은 투항하거나, 포로로 사로잡은 중국인들에게서 공성전(城攻戰) 기술을 배우기 시작했고, 전술을 익혀 나갔다. 그는 휘하 장군, 노얀들에게 중국의 성벽 공성전 기술을 적극적으로 배우게 했다.
1213년 군사를 이끌고 금나라를 공략, 만리장성 이남의 금나라의 영토를 정복, 병합했다. 1214년 4월 금나라에서 화의를 청해오자 금나라에 배상 및 종실 여인과의 결혼을 조건으로 내세웠다. 금나라 선종은 당시 금나라 황실 미혼 공주 7명 중 위소왕 완안윤제의 딸 기국공주(岐国公主)를 정했다. 칭기즈 칸은 금 선종과 화의를 맺고, 기국공주를 아내로 맞이하고 배상금을 받고 퇴각했다.
1214년 칭기즈 칸은 금나라와 화약을 맺고 일단 군사를 후퇴시켰지만, 화약의 직후에 금나라가 몽골의 공세를 두려워해서 황하 강의 남쪽으로 옛 북송의 도읍인 개봉으로 수도를 옮기자 칭기즈 칸은 이를 불신 내지는 배신 행위로 규정하고 다시 금을 공격했다.
1215년 몽골군은 금나라의 기존 수도 연경(현재의 베이징)을 포위, 함락시켰다. 집사에 의하면 바로 중도(연경)를 점령했다 한다. 후에 후계자 우구데이 칸의 시대에 중국의 행정에 활약하게 되는 야율초재는 이때 칭기즈 칸에 나타나고 그의 측근이 되었다. 연경을 함락시킨 칭기즈 칸은 장군 무칼리를 연경에 잔류시키고 그 후의 화북 지역의 경영과 금나라와의 전쟁 준비 계획으르 맡겼으며, 그는 고원으로 되돌아갔다.

#### 서요 정복
나이만 부족 연합의 부족장 타이양 칸의 아들 쿠츨루크는 나이만족 멸망 후 망명, 서요(西遼)로 가서 야율직로고(耶律直魯古)의 보호를 받고, 그의 딸 혼홀공주와 혼인, 사위가 되었다. 그러나 쿠츨루크는 야율직로고를 배신, 왕위를 찬탈했다. 서요의 혼란을 접한 칭기즈 칸은 쿠츨루크 토벌을 선언, 추격하였으나 몽골군의 주력은 금나라, 서하 등에 대한 계속적인 10년 간의 원정으로 상당히 피폐해졌고, 첫 서요 원정은 실패하였다. 칭기즈 칸은 장군 제베에게 2만 군을 주고 선봉대로 보냈으며 쿠츨루크를 맡도록 했다.
쿠츨루크는 불교로 개종하고 현지의 무슬림을 억압하고 있었으므로, 몽골이 보낸 밀정이 이를 칭기즈 칸에게 보고하였다. 곧 몽골 밀정이 내란을 선동하자 바로 서요 왕국은 분열되고 지에베는 바로 군사를 이끌고 가 적국을 크게 격파했다. 쿠츨루크는 왕국을 버리고 카슈가르 서쪽으로 도주하였으나, 이윽고 몽골에게 붙들려 처형되고, 서요의 영지는 몽골에 병합되었다. 이 원정의 성공으로 1218년까지 몽골 제국의 영역은 북쪽으로는 발하슈 호까지 확대되고, 남쪽으로 페르시아 만, 서쪽으로 카스피해와 호라즘 샤 왕조를 접하게 되었다.

#### 호라즘 정복
칭기즈 칸은 중국에서 더 나아가 호라즘 샤의 정벌에 나섰다. 그 전쟁은 칭기즈 칸의 보호하에 있던 450명의 이슬람 대상단을 몰살시킨 오트라르 시(市)의 지사(知事) 이날축 때문에 촉발되었는데, 호라즘 제국의 샤(황제)는 이에 대한 보상을 거부했다. 호라즘 샤와의 전쟁은 조만간 벌어지게 되어 있었지만 이제 더 이상 그 전쟁을 연기할 수 없게 된 것이었다. 호라즘 정벌에는 그의 아들 오고타이와 차가타이 등이 동행 출전하였다.
1218년 칭기즈 칸은 호라즘 샤 왕조에 통상 사절단을 파견하였으나, 호라즘의 동부 국경지대에 있는 오트라르의 성주 이나르추크는 몽골의 사절단을 죽였다. 이나르추크가 탐욕에 눈이 멀어 그들을 학살하였다는 설도 있고, 이 사절단 자체가 실제로는 정복 사업을 위한 선봉부대라는 설, 혹은 화레즘 왕국에 파견된 정찰 또는 도발 부대라는 설도 있다.
이에 대한 보복으로 칭기즈 칸은 친정 선언과 동시에, 막내동생 테무게 옷치킨에게 몽골 본토의 후방 수비을 맡기고, 자신은 아들들인 주치, 오고타이, 차가타이, 톨루이를 포함한 몽골군 주력군을 이끌고 중앙아시아 원정을 출발했다.
1219년 몽골군은 시르다리야강 유역에 도달하였다. 몽골 제국 측 주요 사료에서는 이 당시 칭기즈 칸이 직접 데려간 군대의 전체 규모에 대한 정확한 수치는 기록이 없다. 그러나 20세기의 러시아의 동아시아학자 바실리 바르톨드(Василий Бартольд)는 칭기즈 칸의 호라즘 정벌 병력 규모를 15만~20만 명으로 추정한다.

#### 잘랄 웃딘 추격전
칭기즈 칸이 이끄는 본대는 호라즘 샤 왕조의 군주 알라 웃딘의 아들로 아프가니스탄과 호라산 지역에서 저항을 이어가고 있던 잘랄 웃딘 만베르디(Jalal al-Din Mangburni)를 추격하며 남하했다.몽골군은 각지에서 적군을 격파하며, 니샤푸르, 헤라트, 발흐, 메르브(한때 인구 100만의 대도시였으나, 이후 두 번 다시 부흥하지 못함), 바미안 등 대도시들을 모조리 파괴하고, 주민들을 학살하였다.
호라산, 아프가니스탄에서 벌어진 전투에서 몽골군이 승리를 거두었지만, 격렬한 저항에 고전했다. 잘랄 웃딘이 가즈니에서 반격을 개시한 직후, 몽골 장군 시기 쿠투쿠(Sigi Qutuqu)가 이끄는 3만 대군은 팔와르 전투에서 잘랄 웃딘 군에 참패했고, 바미안 포위전에서는 바미안전 총사령관이었던 차가타이의 장남 모에투겐이 흘러들은 화살의 유탄에 맞아 전사하였다. 칭기즈 칸 본대가 아프가니스탄에 있는 동안, 호라산에 주둔하던 톨루이의 군대가 반란을 일으킨 도시를 공략하던 도중, 칭기즈 칸의 여동생 톰룬의 남편이자 외종사촌인 콩기라트족의 치구 큐레겐이 전사했다.
칭기즈 칸은 잘랄 웃딘을 인더스강 기슭까지 추격해 격파하지만, 그는 인더스강을 건너 인도로 도주하였다. 추운 몽골 초원 출신의 몽골군은 고온다습한 인도에서의 작전 지속을 포기하고, 추격을 중단한 채 귀환길에 올랐다. 이후 칭기즈 칸은 중앙아시아 북방에서 제베 부대, 수베데이 부대와 합류하였고, 1225년에 이르러 퇴각했다.

#### 철저한 섬멸전
칭기즈 칸은 금나라 원정 당시와 같이 몽골군을 세 개의 부대로로 나뉘어 공략했고, 호라즘 왕국의 중심 도시 사마르칸트, 부하라, 우르겐치를 차례로 정복하였다. 
저항한 도시는 본보기로 철저히 파괴되었다. 이 전쟁에서 몽골족은 끔찍한 야만적 행동을 자행하여 이그만족이라는 악명을 얻게 되었다. 몽골족은 가는 곳마다 도시를 불태웠고, 주민들은 몰살되거나 동족이라도 자신들보다 높은 신분이라면 모두 몰살시키는 몽골군의 앞잡이 노릇을 하도록 강요되었다. 칭기즈 칸이 호라즘 샤를 상대로 무자비한 복수전을 펼쳐나가는 동안 전답과 화원은 황폐화되었고 관개시설은 파괴되었다. 호라즘 샤 왕조는 몽골군 앞에서 각개격파당하였고 1220년까지 거의 상당수 붕괴되었다. 이 광경을 본 칭기즈 칸은 1223년 철수했고 1226~1227년 서하를 상대로 마지막 전역(戰役)에 나설 때까지 전쟁을 벌이지 않았다. 그는 1227년 8월 18일에 죽었다.

#### 러시아 도착
호라즘 샤 왕조의 군주 알라 웃딘 무함마드는 몽골군의 추격을 피해 소수의 병력을 데리고 멀리 서쪽으로 도주하였고, 칭기즈 칸은 젤메, 수부데이에게 추격부대를 주어 추적하였다.
젤메, 수베데이가 이끄는 군대가 이란을 따라 진격하는 사이, 알라 웃딘은 카스피해의 한 섬에서 쓸쓸히 병사하였다. 그러나 제베와 수베데이는 그대로 서진을 계속하여 카프카스를 넘어 러시아 남부 지역에 도달하였다. 그들의 군대는 킵차크의 쿠만 족, 루스의 여러 공국 등 경로상의 여러 세력들을 잇달아 공격, 격파하였고, 몽골군의 소문은 유럽 전역에까지 전해졌다.

### 칭기즈 칸의 정복활동

칭기즈 칸의 정복지역 및 정복 활동

무자비하고 잔인한 정복자의 모습으로 알려져 있기도 하지만, 칭기즈 칸은 몽골에서 영웅이자 국부로 추앙받는다. 칸이 되기 이전에 중앙아시아의 투르크-몽골 연맹을 통합하여, 흩어져 있던 부족들에게 동질감을 형성하였다. 세계에서 가장 큰 제국을 건설한 칭기즈 칸은 역설적으로 가장 넓은 지역에 전쟁의 처참함을 가져온 후에 가장 분쟁이 적은 평화의 시기를 가져왔다고 평가되고 있다.
서하와 금을 정복하고 중앙아시아의 호라즘 제국을 포함한 수많은 정복을 통하여 무수히 많은 나라를 합병하였다. 칭기즈 칸은 몽골 제국의 기반을 마련하였고, 역사에 지워지지 않는 기록을 남겼다. 몇 세기 동안 유라시아 대륙의 넓은 영토를 통치했던 몽골 제국은 몽골 제국에 의한 평화시대를 이루고, 인구학과 지정학적으로 큰 변화를 일으켰다. 몽골 제국의 영토는 현대의 몽골, 중국, 러시아, 벨라루스, 우크라이나, 몰도바, 아제르바이잔, 아르메니아, 조지아, 이란, 카자흐스탄, 키르기스스탄, 우즈베키스탄, 타지키스탄, 아프가니스탄, 투르크메니스탄, 파키스탄 일부, 터키 일부를 포함하는 것이다. 몽골군은 1260년 봄, 훌라구 칸의 부관인 키트부카의 지휘 하에 시리아의 다마스커스를 출발하여 오늘날 팔레스타인의 가자 지구까지 진출했다.

#### 서하 정복

##### 서하정복에서의 전술
몽골을 통일한 그는 정착문명 민족에 대한 몽골인 최초의 공격을 시작했다. 서하는 탕구트 유목민들이 감숙, 알라샨, 오르도스에 세운 나라로, 탕구트인들은 티베트 종족에 속했으며 종교는 라마교(티베트 불교)였고 중국의 영향으로 문화가 상당한 수준으로 발달되어 있었으며 한자에서 파생된 문자를 가지고 있었다. 평원에서 전쟁하는 것에 능했던 몽골인들은 서하군과의 유격전에서는 연전 연승을 거두어 여러 차례(1205~1207년 그리고 1209년) 서하를 약탈하고 황폐화시켰다. 몽골의 총공격이 감행된 3차 침략 때 서하군은 전차 부대와 장창 부대를 앞세워 한순간 승리를 거두기도 했으나, 기동력의 부족으로 몽골군의 산개 작전에 속수무책으로 당해야 했고, 결국 총사령관 외명령공이 포로로 잡혀 처형당하며 사실상 궤멸 상태에 빠졌다.

##### 서하의 항복
몽골군은 수도인 영하를 포위했으나 공성전의 경험이 없던 몽골군은 이를 함락시키는 데 어려움을 겪었다. 황하의 물줄기를 바꾸어 영하를 공격하려는 시도도 하였으나 댐 건설의 경험이 없던 그들에게는 댐 건설은 너무 어려운 일이었고, 오히려 사고로 수십명이 익사하는 피해를 보기도 했다(몽골군은 수영을 할 줄 몰랐기에 특히 피해가 심했다). 한편 양종 이안전은 농성 기간 동안 금에 구원요청을 하기도 했으나 거절당했고, 물자 부족에도 시달렸다. 결국 1207년 양종 이안전은 몽골에의 복속을 약속하고 자신의 딸을 보내 칭기즈 칸과 혼인시켰다. 이후 서하는 몽골의 명령을 받아 금나라와 오랜 전쟁을 치렀는데 이는 양국의 국력을 쇠퇴하게 하였다.

##### 최후의 전쟁
1211년 이준욱이 반란을 일으켰고, 양종은 퇴위하였으며 그 해 사망했다. 양종 역시 전왕을 시해하고 왕위를 찬탈한 군주로, 이러한 일이 몇년 안에 잇따라 발생하자 이전의 정치적 혼란과 더불어 금과의 전쟁으로 국력은 급속히 쇠퇴해갔다. 게다가 1219년과 1226년에는 연달아 칭기즈칸의 서정(西征) 참가를 거부하여 칭기즈 칸의 분노를 샀다.
칭기스 칸이 호라즘 원정에 앞서 서하에 사신을 보내 출정.
이는 만약 칭기스 칸에게 충분한 병력이 없다면 그는 최고 권력을 행사할 자격이 없다고 주장했다고 해석할 수 있다. 서하인들은 당시 중앙아시아의 최강국이었던 호라즘과의 전쟁에서 몽골군이 패배할 것이라고 예측했기 때문에 나온 반응이다. 그러나 호라즘이 몽골의 침입에 무력하게 무너지면서 이러한 서하의 결정은 치명적인 실수임이 드러났다. 1224년, 칭기스 칸은 서하의 반란에 대한 소식을 듣고 서둘러 페샤와르를 떠나 몽골고원으로 귀환했다. 1225년 봄에 그는 몽골고원에 도착했고, 여름에는 내정을 다지고, 가을에는 카라 툰의 행궁에서 묵었다.칭기즈 칸이 이란에 있는 동안 서하는 몽골에 반항하는 동맹을 맺었다.
이란에서 돌아온 칭기즈 칸은 이를 알고 서하에 대한 징벌 원정을 결의했다. 1년의 휴식과 군대의 재편성 후, 칭기즈 칸은 다시 군사를 일으켰다. 1226년 초 몽골군은 서하를 침공하면서 서하의 변경을 공략했다.

##### 잔혹한 보복
겨울에 얼어붙은 황하를 넘어 수도 싱칭(현재의 인촨) 이남 지역을 포위했다. 서하 군대는 황하 기슭에서 몽골군을 요격했지만, 서하군은 30만 이상이었음에도 패배, 궤멸당했다.
칭기즈 칸은 대대적인 민족 학살을 명령하고 죽었는데, 이는 서하의 호라즘전 참가 거부가 칭기즈 칸을 노하게 만들었기 때문이며, 2차 침략에 대한 저항이 끈질겼기 때문에 칭기즈 칸의 섬태멸진 방식의 정복 전쟁에 원인을 제공했기 때문이다. 중국 국영 CCTV 보도에 의하면, 몽골군은 서하 사람을 매우 철저하게 살육했기 때문에 현재까지 서하인 유전자를 가진 서하인 후손을 발견하기 어렵다고 한다. 다만 이들 가운데 살아남은 서하인은 원나라가 세워졌을 때 지배계급인 색목인으로 편성되었다.

#### 비판
정복지 나라의 국민이 이처럼 멸족당한 예는 세계 역사상 찾아보기 힘든 일로, 이는 칭기즈칸과 몽골 제국이 얼마나 잔학한 정복자였는지 알 수 있는 사례이며 학자들에 의해 비판받는 부분이기도 하다.

#### 금 정복

##### 금과의 관계
칭기즈 칸이 젊은 시절 케레이트와 함께 금의 마달갈(장종, 1189-1208)의 신하로서 타타르와 싸운 적이 있었다. 그는 장종의 신하였으며, 장종은 용병의 대가를 지불하였고, 중국식 칭호를 내려주었다. 그의 종증조부 안바가이 칸이 금나라로 끌려가 목마에 못박혀 처참하게 죽은 것을 그는 한시도 잊지 않았다. 마달갈이 죽자 그의 후계자 영제(위소왕)은 칭기즈 칸이 군신의 예를 갖추고 조공을 늘릴 것을 요구하였으나, 그의 사람됨을 알고 있던 칭기즈 칸은 무능한 통치자인 영제의 명령을 거부하고 정복의 기회로 이용하였다.
1210년 칭기즈 칸은 금나라에 조공관계를 중단한다고 통고하였다. 1211년 2월 칭기즈 칸은 군사를 이끌고 금나라 국경을 침입, 야고령 회전(野狐嶺會戰)에서 40만 명의 금나라 군을 격파했다. 1212년과 1213년에는 금나라의 하북을 상륙, 침공하여 격파하고 하동북로와 산둥 일대의 각 주와 현을 침공, 파괴하였다.

##### 웅구트 사람들의 협조
네스토리우스파 기독교인이었던 투르크계 웅구트인들이 몽골에서 만리장성으로 가는 산서성 북부의 길을 금을 위해 방어하고 있었다. 1211년 웅구트의 알라쿠쉬 티긴은 금의 정복을 위해 칭기즈 칸에게 이 길을 열어주었다. 그는 북경의 옛 주인이었으나 금에 의해 쫓겨난 거란인들과 연합하여 금나라를 공격하였다. 특히 거란인 출신 장수 석말명안은 몽골군을 도와 금 황제의 목마장을 습격해 수십만 마리의 군마를 탈취하여 몽골군의 기병력을 대폭 증강하는데 기여했다. 1212년에는 거란의 옛 영토인 만주 서남부의 요하에서 야율유가가 반란을 일으켰다. 거란인들은 몽골계 언어를 사용했기 때문에 퉁구스계 언어를 사용하는 금의 여진족보다는 몽골과 더 친밀한 유대를 가지고 있었다. 야율유가는 몽골의 도움으로 요양을 빼앗고 요나라를 세웠으며 1220년 죽을 때까지 몽골의 가장 충성스러운 신하로서 몽골과 함께 하였다. 이로써 금나라 서북의 웅구트와 동북의 거란은 몽골과 연합하게 되었다.

### 금나라 정복시작
칭기즈 칸의 금나라 정복은 1211년에 시작되어 그가 죽을 때까지 지속되었으며, 그의 후계자 시대인 1234년에 이르러서야 완성될 수 있었다. 몽골인들은 중국의 오래된 전투방법인 공성전을 다루는 데 어려움이 있었고, 그들이 공포를 조성하기 위해 자주 사용하던 학살의 방법은 인구가 많은 중국인들에게 큰 인상을 주지 못하였다. 또한 여진은 정주한 지 100년밖에 되지 않았기 때문에 유목민의 용맹함을 여전히 지니고 있었다. 1213년에는 선화를 정복하고 산서 중부를 돌파하여 태원과 평양을 빼앗았다. 이 후 남으로 기수를 돌려 하북과 산둥 평원을 가로질러 하간과 제남을 함락시켰다. 칭기즈 칸이 북경을 봉쇄작전으로 공격하려고 했을 때, 금 조정에는 궁정분란이 일어나 폐제가 호사호에게 암살을 당하였고, 호사호는 폐제의 조카인 오도보(선종)을 제위에 앉혔다. 당시 북경을 공격하고 있었으나 잇따른 실패에다 물자 부족 등으로 많은 어려움을 겪고 있던 칭기즈 칸은 오도보의 화의를 받아들이고, 막대한 전쟁 배상금을 받고 철수하였다.

#### 북경 함락
이후 오도보는 바로 개봉으로 천도하였고, 칭기즈 칸은 그것을 반격의 준비로 생각하고 다시 북경을 쳐서 마침내 성공적으로 함락해 불사르고 주민들을 학살하였다. 초원의 거주자들은 아무런 과도기적 단계도 없이 도시문명을 가진 고대국가를 소유하게 되자 어찌할 바를 모르고, 더 나은 방법을 알지 못했던 그들은 난감함에 의하여 방화와 살육을 하게 되었다. 개인적인 약탈은 몽골군의 규범인 야삭에서 금하는 것이었으나, 실제로는 북경에 들어가서 한달 동안이나 약탈을 계속 하였다. 이것은 10세기의 거란이나 12세기의 여진 사람들이 기존 중국인에 대한 살육을 최소화하고, 그들의 재산을 파괴하지 않음으로써 이전 왕조를 계승하여 차지한 것과 비교해 볼 때 퇴보했다는 것을 의미한다.

#### 금나라 정복의 마무리
금은 개봉 천도 이후 섬서성의 일부와 하남성 지역 정도로 축소되었다. 몽골이 중앙아시아에서 전쟁을 하고 있어 여력이 없을 때, 금은 다시 북경을 제외한 여러 성을 수복하였다. 칭기즈 칸의 신하 무칼리는 중국의 작전을 일임받고 지속적인 전투를 계속하였으나 이제 전투는 중국식 공성전으로 완전히 변해 버려 어려움을 겪어야 했다. 1227년, 칭기즈 칸은 서하(西夏)의 수도 흥경(興慶) 공략을 계속 진행하면서 몽골군의 일부를 남겨두고 아들 오고타이에게는 황하를 동쪽으로 건너 금나라의 산시(陝西)·허난(河南) 지역을 침공하게 하였다. 자신은 잔여 부대와 함께 서하의 여러 도시를 공략한 후, 흥경을 떠나 남동 방향으로 진군하였다. 『집사(集史)』에 따르면, 그가 향한 곳은 남송과의 국경, 즉 쓰촨(四川) 방면이었다고 한다.
1227년 여름, 칭기즈 칸은 여름철 피서(避暑)를 위해 육반산(六盤山) 에 본영을 머물렀고, 이곳에서 서하의 항복을 받아들였으나 금나라가 요청한 강화 제의는 거절하였다. 칭기즈 칸은 금나라 정복을 이루지 못하고 죽었으며 그의 아들인 우구데이와 톨루이에 의하여 1234년에야 정복을 마무리 할 수 있었다.

#### 호라즘 정복

##### 1차 충돌
금나라 정복 기간 중 칭기즈 칸은 중앙아시아에서 강성한 세력을 자랑하던 호라즘 제국과 맞닥뜨리게 되었다. 몽골과 호라즘의 1차 충돌은 1218년에 있었는데, 칭기즈칸은 아들 차가타이, 오고타이 등을 대동하고 호라즘 원정에 나섰다. 1218년 당시 호라즘은 알라 웃딘 무함마드 샤(황제)의 통치 하에 쇠퇴하고 있던 아바스 왕조를 몰아내고 서요를 속국으로 삼으며 중앙아시아를 지배하고 있었다. 당시 몽골에서는 명맥만 유지하던 메르키트족이 반란을 일으켰고 이를 진압한 몽골군은 남은 메르키트 병사들을 서요 국경지대까지 쫓아가 전멸시켰다. 이 때 칭기즈 칸은 수만의 군대를 이끌고 서요를 방문한 무함마드 샤의 군대와 마주치게 되었고, 이를 우습게 본 샤가 몽골군에 선전 포고를 함으로써 전투가 벌어졌다. 당시 몽골군은 호라즘군의 3분의 1밖에 되지 않았으나 치밀한 전략과 기마술로 호라즘군 절반을 죽이고 샤의 본진을 습격해 왕실 물품을 소수 탈취했다.
호라즘 정벌 당시 투항한 이슬람 상인 야라와치와 그의 아들 마수우드베이 부자가 투항했다. 이들은 후일 그의 아들 오고타이의 측근이 된다. 몽골군이 퇴각하면서, 마수우드베이는 호라즘의 총독으로 임명하여 주재시켰다.

##### 외교 결렬
이후 칭기즈 칸은 나이만전 당시 도망쳤던 나이만 족장 타양 칸의 아들 쿠츨루크가 서요의 국왕이 되어 있다는 정보를 입수하고 장수 제베를 시켜 서요를 공격해 쿠츨루크를 죽이고 서요를 점령함으로써 호라즘과 국경을 맞대게 되었다. 그러나 금나라와의 전쟁 중에 호라즘과 같은 강국과 전쟁을 치를 상황이 아니라고 판단한 칭기즈 칸은 이후 호라즘과 통상을 맺기 위해 사신을 보냈으나, 샤는 편지에 쓰여진 '그대를 사랑하는 내 아들처럼 대할 것'이라는, 자신을 비하하는 글귀에 분노했다. 그는 통상에 응하였으나 통상을 위해 방문한 450명의 상단을 오트라르 성의 성주 이날축을 시켜 붙잡아 처형했고, 항의하러 온 사신단마저 처형했다.(일각에는 칭기즈 칸의 전쟁을 위한 계략이 숨어있었다고도 한다). 이는 사실상 선전 포고나 다름이 없었으니 칭기즈 칸은 이에 선전 포고를 하고, 1219년 20만의 병력으로 호라즘 침공을 개시했다.

##### 내분전략
침공 전 칭기즈 칸은 호라즘 제국 내의 불화와 반목을 이용하는 계락을 펼쳤다. 호라즘은 알라 웃딘의 통치기간 동안 넓은 지역을 정복했으나 내정을 안정시킬 기간이 없어 나라 안 민중과 귀족, 왕족들 간의 파벌 갈등이 심했다. 칭기즈 칸은 호라즘 내의 여러 장수나 귀족들이 몽골과 내통하고 있는 것처럼 한 편지를 샤에게 들어가도록 했고, 몇몇 귀족이나 왕족에게 복속을 제안하기도 했다. 이에 불안해진 샤는 수도를 사마르칸트로 옮기고, 몽골군의 몇 배가 넘던 대군을 이리저리 갈라 배치하는 실책을 저지르게 되었다. 이는 몽골군의 호라즘 정복을 쉽게 하는 요인이 되었다.

##### 아바스 왕조의 정보제공
아바스 왕조에서는 호라즘을 중앙아시아에서 몰아내기 위해 몽골군에게 호라즘에 대한 정보를 알려주기도 했다.

##### 호라즘 함락
호라즘을 침공한 몽골군은 오트라르 성을 함락하고 샤의 명에 따라 몽골 대상단을 처형한 성주 이날축의 눈과 귀에 끓는 은물을 부어 처형했다. 이후 몽골군은 호라즘의 전 수도 부하라를 공격해 항복을 받아내고, 샤 알라 웃딘이 숨어있던 사마르칸트까지 포위해 5일만에 함락했다. 샤 알라 웃딘은 함락 전 성에서 빠져나와 달아났고, 칭기즈 칸은 도망친 샤를 잡기 위해 제베와 수부데이 두 장수에게 샤 알라 웃딘 무함마드를 추격할 것을 명했다. 이에 쫓긴 알라 웃딘은 나라 안을 이리저리 떠돌아야 했고, 그가 도중 머문 성이나 마을은 몽골군에게 철저히 짓밟혔으며, 알라 웃딘 무함마드의 어머니인 황태후가 살던 마잔다란마저 함락당하고 황태후는 몽골군에게 농락당해야 했다.
결국 숨을 곳을 찾지 못한 샤는 카스피해의 작은 섬으로 피신했다가 지병으로 숨을 거두었다. 이후 샤의 아들 잘랄 웃딘이 몽골군에 항전했으나 그가 지키던 우르겐치 성은 끝내 몽골군에 의해 함락되면서 아내와 아들을 포함한 일가족을 잃었고, 군대를 모아 파르완에서 시기 쿠투쿠가 이끄는 몽골군을 전멸시키는 전과를 올리기도 했으나, 패배 소식을 접한 칭기즈 칸이 직접 토벌에 나서자 끝내 당해내지 못하고 패배한 뒤 인더스강을 건너 도망쳤다가 1년 뒤 쿠르드 산지에서 그곳 주민에게 살해당했다.

##### 호라즘 정복의 의미
한편 호라즘 정벌을 떠나기 전 칭기즈 칸은 서하에 참전을 요구했으나 거절당했고, 이는 이후 몽골이 서하를 재침략하여 멸망시키는 결정적인 요인이 되었다. 호라즘 정벌은 몽골군이 중앙아시아를 넘어 아랍, 카프카스, 러시아까지 침략하는 계기가 되었다. 호라즘 정벌전 때 호라즘을 몰아내기 위해 몽골군을 이용하려던 아바스 왕조는 이후 그 몽골군에 의해 멸망했고 바그다드의 칼리프 역시 살해당했으며, 이집트의 맘루크 왕조를 제외한 모든 이슬람권이 몽골군의 지배하에 놓이게 되었다.
무함마드 샤가 몽골의 대상단을 살해한 것에 대해 많은 이슬람 역사가들은 이슬람 세계를 전쟁으로 몰아넣은 직접적인 요인으로 비판하고 있다. 실제로 무함마드 샤는 뛰어난 통치술로 단기간에 넓은 땅을 차지했으나, 어리석게도 아바스 왕조의 칼리프에게 자신에게 칼리프 자리를 넘길 것을 요구해 이슬람 형제의 반감을 샀고, 안정되지 않은 국내 사정을 무시하고 몽골을 도발하여 화를 자초하는 무모한 모습을 보여 후세에 시대착오적인 어리석은 군주로 평가되고 있다.

### 서하 재원정과 최후
중앙아시아 원정에서 돌아온 징기즈 칸은 영지를 분할하여 주치는 남서 시베리아에서 남쪽 러시아 땅 및 미래에 정복 할 수 있는 모든 토지를, 차남 차가타이에는 중앙 아시아와 서요의 옛 땅을, 우구데이에게는 서쪽 몽골 및 위구르, 나이만, 타타르, 중가리아의 지배권을 주었다. 칭기즈 칸은 3명의 동생 주치 카사르, 카치운, 테무게 옷치긴 등에게 내몽골 동부 지역의 영토, 여진족의 영역 근처이자 구 거란족과 이민족이 차지했던 지역을 나눠서 분봉해 주었다. 이들은 동방 3왕가라 부른다. 이들 울루스는 소 울루스로서 독자적인 국가를 형성하지 못하고, 제후국 형식으로 남게 되었다.
칭기즈 칸에게 종주권을 약속한 서하의 황제는 호라즘 원정에 원군 보내는 것을 거절했고, 이를 괘씸히 여긴 칭기즈 칸은 다시 서하 공격을 선언한다. 게다가 칭기즈 칸이 호라즘 원정에 나가 있을 동안 금나라와 함께 반 몽골 동맹을 맺고 있었다. 원정에서 돌아와 이 사실을 접하고 바로 서하에 대한 징벌 원정을 결의하였다. 1년간의 휴식과 군대 재편 이후, 칭기즈 칸은 다시 전쟁에 착수하였다.
1226년 초, 직접 몽골군을 이끌고 서하를 공격, 서하의 여러 성을 차례로 공략하였다. 1226년 가을, 칭기스 칸은 서하에 대한 재원정을 개시했다. 겨울에는 언 황하 강을 건너 서하의 수도 흥경(興慶, 현재의 은천(銀川)) 남쪽의 영주(霊州)까지 포위하였다. 서하는 영주를 구원하기 위해 군대를 파견하고 황하 기슭에서 몽골군과 싸웠으나, 서하군은 30만 명 이상의 대군을 보유하고 있었음에도 제대로 저항하지 못하고 패배했다.
칭기스 칸은 사고로 말에서 낙마한 뒤에 열병을 겪었고, 이에 아들들은 원정을 만류했다. 하지만 칭기스 칸은 원정을 강행했다. 칭기스 칸은 우선 서하에 사신을 파견해 서정에 동반하지 않고 그 자신을 모욕한 것을 책망하며 항복을 제의했으나, 서하는 이를 거부했다. 칭기스 칸은 서하의 도시 대부분을 점령했고, 1226년 여름에는 서하 군대를 격파했다. 이후 몽골군은 서하의 수도 흥경을 포위했다. 그때 칭기스 칸은 남하하여 육반산 남쪽에서 야영했다. 라시드 앗 딘은 이 남하의 목적은 칭기스 칸이 남송이었다고 적었다. 육반산 남쪽에 머무르던 칭기즈 칸은 서하에 사람을 보냈고, 서하에서는 곧 항복을 약속했다.
그때 서하는 칭기스 칸에게 사신을 보내 한 달 뒤 주민들을 이끌고 도시 밖으로 나와 항복하겠다고 제의했고, 칭기스 칸은 이를 허락했다. 하지만 그해 8월 초 칭기즈 칸은 갑자기 중태에 빠졌다가 깨어났다. 죽음을 앞둔 칭기스 칸은
| “ | 나의 죽음을 알리지 말라. 적이 알지 못하도록 하기 위해 절대로 곡을 하거나 애도하지 말라. 탕구트의 군주와 백성들이 기간에 맞추어 밖으로 나오면 그들을 모두 없애 버려라! | ” |

는 유언을 남기고 죽었다. 1227년 8월 18일 또는 8월 25일, 칭기스 칸이 죽은지 얼마 되지 않아 서하의 수도 흥경은 함락되고 그 주민들은 학살당했다.
그의 사망 일자는 사서마다 설이 다른데 원사에는 8월 25일, 라시드 앗딘의 집사에는 1227년 8월이라 한다. 한편 알탄 톱치 몽골 황금사에 의하면 칭기즈 칸은 7월 12일에 사망했다 한다. 그는 죽음이 임박해서 부하들에게 서하 황제를 잡아 죽이라 명했고, 또 막내아들 툴루이를 불러들여 서하를 완전히 멸망시킬 계획을 말한 것으로 알려졌다.

### 사후
칭기즈 칸의 아들과 손자들 중에는 칭기즈 칸이 혐오했던 버릇인 알코올 중독에 시달렸다. 오고타이, 툴루이 등은 칭기즈 칸의 생존 시에도 술을 즐겨 마셨다. 그럼에도 불구하고 칭기즈 칸 자신은 한때, 남자가 때때로 술에 취하지 않을 것을 기대하는 것은 현실적이지 않다고 말했다.
진중에서 전사한 칭기즈 칸은 몽골고원으로 옮겨져, 부르트칼둔, 원사 등에서는 기련곡에 장사되었다 한다. 기련곡은 대원 제국 말기까지 역대 몽골의 대칸이 기련곡에 매장되었다.
원사 등의 기술에서 칭기즈 칸과 역대 칸들의 묘지가 있는 지역에 합쳐져 영위되었다고 볼 수 있지만, 그 위치는 비밀이 되었다. 마르코 폴로의 동방 견문록에 의하면 친기스 칸의 시신을 운반한 사람은 비밀 유지를 위해 모두 살해되었다고 한다. 또한 매장 된 후에는 몽골은 그 증거를 없애기 위해 일천 마리의 말을 몰고 일대의 땅을 완전히 밟아 다졌다고 한다.
몽골비사에는 다른 설도 있는데, 어떤 이는 부르칸 칼둔 산에 묻었다고 하고, 어떤 사람은 알타이 산의 북쪽, 켄테이 칸 산의 남쪽에 있는 예케 우텍에 묻었다고도 한다 하였다.
1990년 냉전 종식 이후 각국의 조사단은 칭기즈 칸의 매장지를 물색하고, 다양한 지역을 비정하였다. 그러나 몽골에서는 땅을 파는 것을 싫어하였으며, 칭기즈 칸의 무덤이 외국인에 발굴되는 것에 불만을 가진 이들이 있다 한다. 2004년 일본의 조사단은 몽골의 수도 울란바토르에서 동쪽으로 250km 이격한 케를렌강의 한 초원 지대에 있는 칭기즈 칸의 오르드 흔적을 찾은 것으로 추정한다. 일각에서는 이 땅이 13세기 경 칭기즈 칸의 묘로 사용되었다는견해가 있다. 시카고 대학의 존 우즈 교수는 2001년 헨티 산맥의 구릉지대에서 높이 약 2.7~3.6m의 벽돌벽이 일시적으로 약 3.2km에 걸쳐서 있다는 것을 확인했다. 원조비사에 있는 쿠레루구로 추정하고, 칭기즈 칸을 비롯한 몽골 황족, 원나라 황제의 능묘일 가능성이 높다고 제시한다.
또한 2009년에는 중화인민공화국의 다롄시에 거주하는 칭기즈 칸의 후예가 되는 80세 여성이 칭기즈 칸의 능묘가 현재, 쓰촨성 간츠 티베트족 자치구에 있는 것은 후예 가문에 전해지는 비밀이라고 발표, 현지 조사에서 비슷한 동굴이 확인되어 중국 정부에서 조사를 시작하였다.

## 역사적 배경

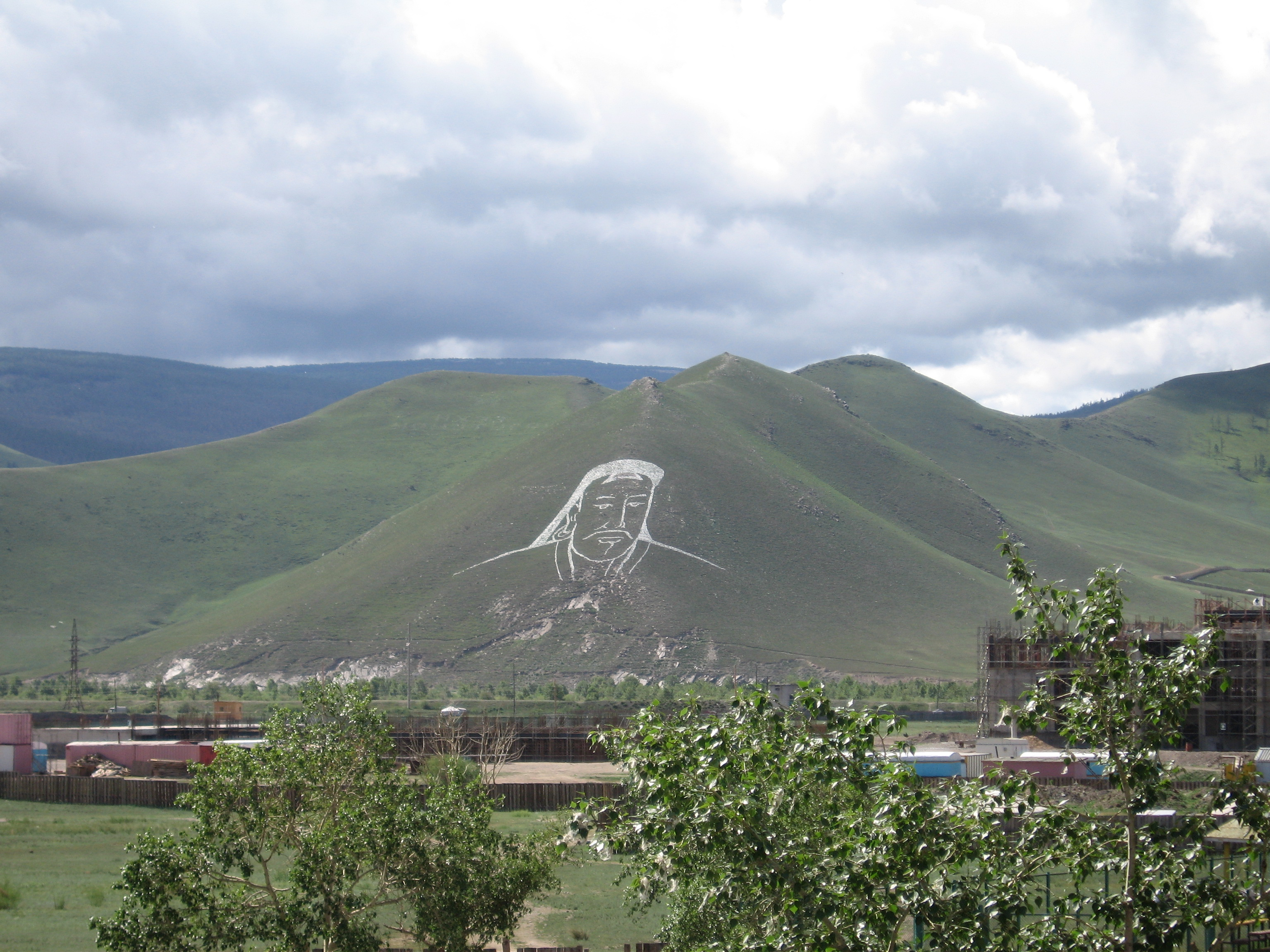
칭기즈칸 언덕의 초상화.몽골

### 유목민과 정착민의 관계
야담(野談)으로 가득 차 있는 〈원조비사 元朝秘史〉(1240년경)를 제외하고는 몽골 쪽의 자료가 아닌 사료들이 칭기즈 칸이 살았던 시대와 비슷한 시대적 정보를 제공하고 있다. 유사 이래 유목민과 정착민은 늘 접촉관계를 유지했다. 이 두 사회는 정반대되는 생활양식을 유지했기 때문에 늘 적대적인 관계에 있었지만 그럼에도 불구하고 상호의존적인 처지에 있었다.

### 유목민의 정복활동
북방의 유목민들은 남부지역의 일부 주요산품과 그 지역의 사치품들을 필요로 했다. 유목민들이 이같은 물품을 얻는 방법은 무역·대상(隊商)·무력약탈의 3가지가 있었다. 중국의 정착민들은 유목민들이 사는 스텝 지역의 생산품들을 절실히 필요로 하지는 않았지만, 유목족들의 존재를 무시할 수 없었기 때문에 여러 방법을 동원하여 유목민들의 내침을 막아내야만 했다.

### 유목민의 단합과 분열
스텝 지역 유목민들의 단합과 분열은 중국 왕조의 흥망성쇠에 따라 결정되었다. 유목민들은 세력이 강성할 때 결단력 있는 지도자를 옹립하여 다른 유목민 부족들을 복속시켰다. 그 후 중국의 왕조가 쇠망의 길을 걷고 있으면 그들의 세력을 스텝 지역 밖으로까지 확장시켰다. 그러나 유목민들이 이같이 세력을 확장하여 남방정착민들의 문화를 수용하게 되면 결국에는 비극적 결말을 맞았다.

### 흥망성쇠의 반복
유목민들은 원래 기동성이 뛰어나 후방에서 별도의 물자보급을 받을 필요가 없었다. 그러나 세력확장 이후에는 이 전통적인 우월성을 상실해 끝내는 그들이 복속시킨 중국인들에 의해 동화되고 말았다. 그 후 중국에는 다시 강력한 제국이 일어나고 유목민들은 족장들끼리 끊임없이 싸움을 벌여 분열되었다. 이렇게 하여 그들의 흥망성쇠는 계속 반복되었다. 반론 - 원의 붕괴는 강력한 전염성 질환에 의한 유라시아의 붕괴가 직접 원인이다. 이로 인한 국제무역이 축소되어 통치자금의 부족을 초래하고 몽골족은 중안아시아의 초원으로 회귀하게 된 것이 원의 소멸이다.

### 칭기즈칸의 현실이해
몽골 정복의 역사는 이같은 형식을 그대로 드러내고 있는데, 이러한 정치적 갈등과 긴장을 배경으로 하여 칭기즈 칸의 생애가 검토되어야 한다. 그는 자신 부족들 내부에 재통일의 기운이 무르익었고 또 그당시 중국과 기타 정착문화를 가진 나라들이 쇠퇴의 길을 걷고 있음을 인식했기 때문에 그러한 상황을 이용하여 정복자의 길로 나선 것이었다.

### 칭기즈 칸의 통치법
칭기즈 칸은 주변 국을 확장해나가면서 자신에게 협력할 경우 자치권을 인정함과 동시에 여러 가지 혜택을 부여했다. 그러나 반항하게 되면 그 지역 전체를 풀 한 포기 남김없이 모조리 멸족시켰는데 전멸시킨 사람들의 해골을 모아서 탑을 쌓았다. 바그다드와 이스파한 등의 지역에는 거의 100,000개가량 되는 해골들로 탑을 쌓기도 했다. 특히 샤리 골골라의 경우 정복활동 도중 칭기스 칸의 손자인 모토칸(또는 무투겐)이 이 전투에서 전사하였으므로 칭기즈 칸의 분노를 사서 풀 한 포기 남김없이 모두 죽일 뿐만 아니라 모든 건물을 없애버려 전대미문의 폐허로 만들면서 멸망시켰다.

#### 칭기즈 칸의 지도자로서의 특징
칭기즈 칸이 활발한 정복활동을 할 수 있었던 이유는 크게 다음과 같다.
- 철저한 능력위주의 군 인사행정 : 계급이 미천한 자라도 능력이 있다면 귀히 쓰지만, 능력이 없는 자라면 계급을 강등했음.
- 이민족이라 해도 받아들이는 개방적인 인재흡수
- 승마능력과 기동성이 뛰어난 군대
- 상인들을 통한 정확한 정보수집
- 다른 종교(기독교, 이슬람)에 대한 존중
- 정복하고자 하는 나라가 다종교사회인 경우, 특정종교를 지지하여 내분을 조성
- 학자인 야율초재와 같이 일함으로써 학식을 이용함.

## 기년
| 칭기즈 칸           | 원년       | 2년        | 3년        | 4년        | 5년        | 6년        | 7년        | 8년        | 9년        | 10년       |
| 서력                | 1206년     | 1207년     | 1208년     | 1209년     | 1210년     | 1211년     | 1212년     | 1213년     | 1214년     | 1215년     |
| 육십간지 (六十干支) | 병인(丙寅) | 정묘(丁卯) | 무진(戊辰) | 기사(己巳) | 경오(庚午) | 신미(辛未) | 임신(壬申) | 계유(癸酉) | 갑술(甲戌) | 을해(乙亥) |
| 칭기즈 칸           | 11년       | 12년       | 13년       | 14년       | 15년       | 16년       | 17년       | 18년       | 19년       | 20년       |
| 서력                | 1216년     | 1217년     | 1218년     | 1219년     | 1220년     | 1221년     | 1222년     | 1223년     | 1224년     | 1225년     |
| 육십간지 (六十干支) | 병자(丙子) | 정축(丁丑) | 무인(戊寅) | 기묘(己卯) | 경진(庚辰) | 신사(辛巳) | 임오(壬午) | 계미(癸未) | 갑신(甲申) | 을유(乙酉) |
| 칭기즈 칸           | 21년       | 22년       |            |            |            |            |            |            |            |            |
| 서력                | 1226년     | 1227년     |            |            |            |            |            |            |            |            |
| 육십간지 (六十干支) | 병술(丙戌) | 정해(丁亥) |            |            |            |            |            |            |            |            |

## 가족 관계
| - 황후 : 광헌익성황후 홍길랄씨(光獻翼聖皇后 弘吉剌氏) - 장남 : 주치(朮赤) - 차남 : 차가타이(察合台) - 3남 : 태종 우구데이(太宗 窩闊台) : 몽골 제국의 2대 대칸 - 4남 : 예종 툴루이(睿宗 拖雷) : 몽골 제국의 임시 대칸 - 장녀 : 창국대장공주 코첸 베키(昌國大長公主 火臣 別吉) : 창충무왕 패독(昌忠武王 孛禿)에게 하가(下嫁) - 차녀 : 연안공주 체체 이켄(延安公主 撦撦亦堅) : 토랍이길(土拉而吉)에게 하가(下嫁) - 3녀 : 조국대장공주 알카이 베키(趙國大長公主 阿剌海 別吉) : 불안석반(不顔昔班), 북평왕 진국(北平王 鎭國), 조무의왕 패요합(趙武毅王 孛要合)에게 하가(下嫁) - 4녀 : 운국공주 투멜룬(鄆國公主 禿滿倫) : 적굴(赤窟)에게 하가(下嫁) - 5녀 : 아아답로흑 공주(阿兒答魯黑 公主) : 태출(泰出)에게 하가(下嫁) - 황후 : 홀로륜 황후(忽魯倫 皇后) - 황후 : 활리걸담 황후(闊里桀擔 皇后) - 황후 : 탈홀사 황후(脫忽思 皇后) - 황후 : 첩목륜 황후(帖木倫 皇后) - 황후 : 역련진팔랄 황후(亦憐眞八剌 皇后) - 황후 : 불안홀독 황후(不顔忽禿 皇后) - 황비 : 홀승해 비자(忽勝海 妃子) - 황비 : 야간 비자(耶干 妃子) - 황비 : 야축 비자(耶逐 妃子) - 황후 : 홀란 황후 올와사씨(忽蘭 皇后 兀洼思氏) - 6남 : 활렬견 태자(闊列堅 太子) - 황후 : 고야별속 황후(古兒別速 皇后) - 황후 : 역걸렬진 황후(亦乞列眞 皇后) - 황후 : 탈홀사 황후(脫忽思 皇后) - 황비 : 야진 비자(也眞 妃子) - 황비 : 야리홀독 비자(也里忽禿 妃子) - 황비 : 찰진 비자(察眞 妃子) - 황비 : 합랄진 비자(哈剌眞 妃子) - 황비 : 내만녀 비자(乃蠻女 妃子) - 8남 : 출아철 황자(朮兒徹 皇子) : 요절(夭折) | - 황후 : 야수 황후 탑탑아씨(也遂 皇后 塔塔兒氏) - 황후 : 홀로합랄 황후(忽魯哈剌 皇后) - 황후 : 아실륜 황후(阿失侖 皇后) - 황후 : 독아합랄 황후(禿兒哈剌 皇后) - 황후 : 찰합 황후 이씨(察合 皇后 李氏) - 황후 : 아석미실 황후(阿昔迷失 皇后) - 황후 : 완자홀도 황후(完者忽都 皇后) - 황비 : 혼도로알 비자(渾都魯歹 妃子) - 황비 : 홀로회 비자(忽魯灰 妃子) - 황비 : 날백 비자(剌伯 妃子) - 황후 : 야속간 황후 탑탑아씨(也速干 皇后 塔塔兒氏) - 7남 : 찰올아 황자(察兀兒 皇子) : 요절(夭折) - 황후 : 홀답한 황후(忽答罕 皇后) - 황후 : 합답안 황후 속륵손도씨(合答安 皇后 速勒遜都氏) - 황후 : 알자홀사 황후(斡者忽思 皇后) - 황후 : 연리 황후(燕里 皇后) - 황후 : 독해 황후(禿該 皇后) - 황비 : 완자 비자(完者 妃子) - 황비 : 금련 비자(金蓮 妃子) - 황비 : 완자태 비자(完者台 妃子) - 황비 : 노륜 비자(奴倫 妃子) - 황비 : 묘진 비자(卯眞 妃子) - 황비 : 쇄랑합 비자(鎖郞哈 妃子) - 황후 : 모개 황후(謨蓋 皇后) - 황비 : 숙량합 비자(肅良合 妃子) : 고려인(高麗人) - 황후 : 아복합 황후(阿卜哈 皇后) - 황비 : 팔불별걸 비자(八不別乞 妃子) - 황후 : 공주 황후 완안씨(公主 皇后 完顔氏) - 황비 : 탑탑아녀(塔塔兒女) - 5남 : 올로적 황자(兀魯赤 皇子) - 손자 : 쏭주 - 황비 : 미상(未詳) - 9남 : 올로찰 황자(兀魯察 皇子) : 생모미상(生母未詳), 요절(夭折) - 6녀 : 고창공주 야립 가돈(高昌公主 也立 可敦) : 생모미상(生母未詳), 파이술 아아특 적근(巴而術 阿兒忒 的斤)에게 하가(下嫁) - 7녀 : 포역색극 공주(布亦塞克 公主) : 생모미상(生母未詳), 공주(公主)의 외모가 추해 부마(駙馬)가 그녀를 좋아하지 않자, 칭기즈 칸(成吉思汗)은 크게 노하여 부마를 죽였다. |

### 족보
|  |                                |  |  |  |  |  |  |  |  |  |  |  |  |  |  |  |
|  | 16. 툼비나이 세트센            |  |  |  |  |  |  |  |  |  |  |  |  |  |  |  |
|  |                                |  |  |  |  |  |  |  |  |  |  |  |  |  |  |  |
|  |                                |  |  |  |  |  |  |  |  |  |  |  |  |  |  |  |
|  | 8. 보르지긴 카불 카불 칸       |  |  |  |  |  |  |  |  |  |  |  |  |  |  |  |
|  |                                |  |  |  |  |  |  |  |  |  |  |  |  |  |  |  |
|  |                                |  |  |  |  |  |  |  |  |  |  |  |  |  |  |  |
|  | 4. 보르지긴 바르탄 바가투르    |  |  |  |  |  |  |  |  |  |  |  |  |  |  |  |
|  |                                |  |  |  |  |  |  |  |  |  |  |  |  |  |  |  |
|  |                                |  |  |  |  |  |  |  |  |  |  |  |  |  |  |  |
|  | 9. 카라루크 (옹기라트 부)      |  |  |  |  |  |  |  |  |  |  |  |  |  |  |  |
|  |                                |  |  |  |  |  |  |  |  |  |  |  |  |  |  |  |
|  |                                |  |  |  |  |  |  |  |  |  |  |  |  |  |  |  |
|  | 2. 보르지긴 예수게이 바가투르  |  |  |  |  |  |  |  |  |  |  |  |  |  |  |  |
|  |                                |  |  |  |  |  |  |  |  |  |  |  |  |  |  |  |
|  |                                |  |  |  |  |  |  |  |  |  |  |  |  |  |  |  |
|  | 5. 바가르 수니굴               |  |  |  |  |  |  |  |  |  |  |  |  |  |  |  |
|  |                                |  |  |  |  |  |  |  |  |  |  |  |  |  |  |  |
|  |                                |  |  |  |  |  |  |  |  |  |  |  |  |  |  |  |
|  | 1. 보르지긴 테무친 칭기즈 카간 |  |  |  |  |  |  |  |  |  |  |  |  |  |  |  |
|  |                                |  |  |  |  |  |  |  |  |  |  |  |  |  |  |  |
|  |                                |  |  |  |  |  |  |  |  |  |  |  |  |  |  |  |
|  | 3. 올코노드 호엘룬             |  |  |  |  |  |  |  |  |  |  |  |  |  |  |  |
|  |                                |  |  |  |  |  |  |  |  |  |  |  |  |  |  |  |
|  |                                |  |  |  |  |  |  |  |  |  |  |  |  |  |  |  |

## 같이 보기
- 몽골 제국
- 안바카이 칸
- 야삭
- 대지독폐(大遲獨閉) → 소속연개(小速連開): 칭기즈 칸의 전쟁 및 통치철학

## 참고 문헌
- (1994). 《몽골비사》. 유원수 역주. 서울: 혜안. ISBN 89-85905-03-1 03910.
- 김호동. (2010). 《몽골제국과 세계사의 탄생》. 파주: 돌베개. ISBN 978-89-7199-331-6.
- 라시드 앗 딘. (2003). 《칭기스 칸 기》 (김호동, 역주). 서울: 사계절. ISBN 89-7196-984-9.
- 르네 그루세. (1998). 《유라시아 유목제국사》. 서울: 사계절. (원서출판: 1939) ISBN 978-89-7196-506-1.
- 스기야마 마사아키. (1999). 《몽골 세계제국》 (임대희, 김장구, 양영우, 옮김). 서울: 신서원. (원서출판: 1996). ISBN 89-7940-525-1.
- Paul Ratchnevsky. (1991). Genghis Khan: His Life and Legacy. Blackwell Publishing. ISBN 0-631-16785-4.